# Sacre des rois de France

Portrait de en costume de sacre, 1701, par Hyacinthe Rigaud.

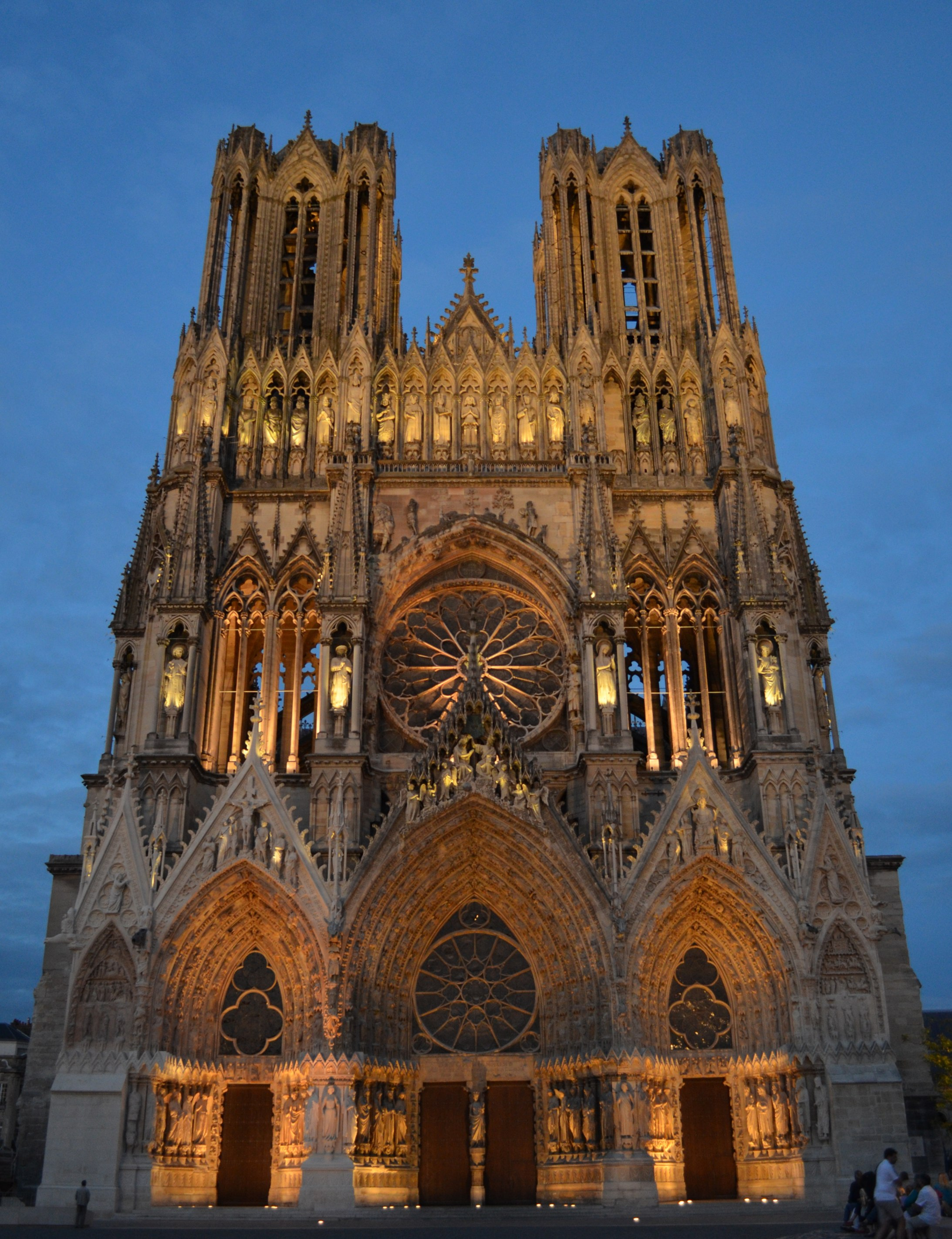
Cathédrale Notre-Dame de Reims.

Du temps du royaume des Francs puis de France, l'avènement du nouveau roi était légitimé par la cérémonie de son couronnement avec la couronne de Charlemagne à Notre-Dame de Reims. Cependant, le roi n'avait pas besoin d'être reconnu comme monarque français ; de par les lois fondamentales du royaume de France, le nouveau roi montait sur le trône automatiquement à la mort de son prédécesseur, cela étant symbolisé une première fois lorsque le cercueil du monarque précédent descendait dans la chapelle de la basilique Saint-Denis, et que le duc d'Uzès, premier pair de France, proclamait : « Le roi est mort, vive le roi ! ».
La partie la plus importante de la cérémonie du couronnement français n'était pas le couronnement lui-même, mais le sacre - c'est-à-dire l'onction d'une huile sainte sur le corps du roi. C'était ce qui différenciait le sacre des rois en France d'un simple couronnement, l’apposition de la couronne sur la tête du monarque étant le plus important des rituels dans d'autres royautés, contrairement à la France.
Le premier sacre d'un roi en France est celui de Pépin le Bref, principalement par alliance avec l'Église catholique pour assurer sa légitimité. Il est sacré une première fois en mars 752 par une assemblée d'évêques du royaume des Francs réunie à Soissons et sans doute conduite par l'archevêque de Mayence, Boniface. Le dimanche 28 janvier 754, il est sacré une deuxième fois à Saint-Denis par le pape Étienne II qui donne aussi l'onction à ses deux fils, et bénit son épouse Bertrade ou Berthe de Laon.
Le premier monarque français à être couronné et sacré dans la cathédrale de Reims est Louis le Pieux en octobre 816,. Cela fut lié au premier roi de tous les Francs, Clovis Ier, baptisé en 496 (ou 499) par l'archevêque saint Remi à Reims. En 869 fut redécouverte dans la tombe du saint la Sainte Ampoule, plus tard ajoutée au rituel du sacre. L'huile miraculeuse passait pour avoir oint Clovis et avoir été amenée par une colombe descendue du ciel ; à partir de 1027, elle oint tous les rois francs puis de France à leur sacre, légitimant ainsi leur pouvoir de droit divin.
Le dernier sacre d'un roi de France fut celui de Charles X le 29 mai 1825 dans la cathédrale de Reims, où trente-trois souverains ont été sacrés en un peu plus de 1 000 ans. À partir des Ordines ad consecrandum et coronandum regem, des textes manuscrits de recueils liturgiques rédigés à Reims à la fin du règne de Saint Louis, on peut décrire précisément la liturgie de cette cérémonie.
Les insignes du couronnement comme le trône et le sceptre de Dagobert Ier ou la couronne et l'épée de Charlemagne ont été conservés dans la basilique Saint-Denis, près de Paris, et les instruments liturgiques à Reims comme la Sainte Ampoule et le Calice. Ils sont aujourd'hui encore partiellement conservés, surtout au Louvre et dans d'autres musées parisiens. La Sainte Ampoule était conservée dans un reliquaire ayant la forme d'une plaque ronde en or sertie de pierres précieuses et au centre de laquelle se trouvait une représentation en émail blanc de la colombe du Saint-Esprit, debout avec les ailes ouvertes et pointant vers le bas, dont la Sainte Ampoule formait elle-même le corps. Le reliquaire avait une lourde chaîne par laquelle il pouvait être porté autour du cou de l'abbé de l'abbaye de Saint-Rémi (où il était normalement gardé) quand ce dernier l'apportait, marchant pieds nus à la tête d'une procession de ses moines sous un dais porté par quatre gentilshommes à cheval, les otages de la Sainte Ampoule, de l'abbaye jusqu'aux marches mêmes du maître-autel de la cathédrale, où il remettait la relique à l'archevêque de Reims pour son usage dans le rituel du couronnement.
Les reines françaises furent sacrées avec leur mari à Reims ou seules à la Sainte-Chapelle ou à l'abbaye de Saint-Denis,.

## Origine du sacre

### Apparition au Proche-Orient
Le sacre a été pratiqué par l'Israël antique mais celui-ci n'en est pas l'inventeur : les archives diplomatiques d'Aménophis IV, à Tell El-Amarna, contiennent une lettre d'un roi syrien nommé Addou Nirari rappelant au pharaon vers 1500 avant Jésus-Christ, que le grand-père du roi d’Égypte « avait répandu l'huile sur la tête » de son aïeul ; la pratique de l'onction royale se retrouve à Ninive, Babylone, Damas, chez les Hittites,,,. Le prophète Samuel emprunte donc le sacre aux pays voisins ; on ne saurait comprendre le sens du sacre des rois de France sans repartir des textes de l'Ancien Testament, particulièrement les Livres de Samuel, des Rois, des Chroniques et des Psaumes que les clercs récitaient au fil des offices tout au long de la semaine ; il est donc logique que l'idée que l'onction a pour effet de faire descendre l'esprit divin sur la tête de l'homme se soit répandu dans l'Occident chrétien. Les huiles étaient considérées dans le monde ancien, notamment par les Égyptiens, comme des substances divines, émanation de Dieu car substances solaires, qui graissent et illuminent à la fois. L'onction d'huile servait à consacrer les prêtres et si les rois d'Israël, n'étaient pas prêtres, ils participaient au sacerdoce. À la dimension sacerdotale, le sacre ajoute la dimension filiale : quand l'Esprit saint investit le roi, il en fait son fils adoptif : « Moi je serai pour lui un père ; et lui sera pour moi un fils. » Investi de l'esprit de Dieu, le roi devient par le sacre l'oint du Seigneur, en hébreu meshiah, soit messie. Pour David et Salomon, seule l'onction, à l'écart de la foule, est mentionnée ; par la suite, la cérémonie se déplaça dans le Temple de Jérusalem et comporta la remise d'un diadème. C'est ce modèle qui inspira les penseurs et clercs de l'Europe chrétienne.

### Introduction en Europe
La question d'un sacre irlandais est débattue parmi les historiens : Michael Enright défend l'hypothèse d'une onction administrée par saint Colomba vers 574 au roi Aidan mac Gabrain,. En revanche, l'existence d'un sacre des rois wisigoths d'Espagne est attestée, parfois mise en relation avec l'importance de la pensée politique d'Isidore de Séville, avec le canon 75 du Concile de Tolède IV de 633, qui assimile les rois aux « oints du Seigneur » ou avec la conversion au catholicisme du roi Récarède. Le premier sacre attesté est celui du roi Wamba en 672, mentionné par Julien de Tolède. Les écrits d'Isidore de Séville et la conception sacrée biblique et chrétienne de l’Espagne wisigothique ont pu être répandus en Gaule avec la vague de réfugiés chrétiens fuyant la péninsule ibérique. Le sacre wisigothique dans un contexte où l'hérédité ne dictait plus la succession royale ; il visait à établir fermement la légitimité et la inviolabilité de l'oint du Seigneur.
Quand le roi Pépin décida, avec le soutien de l'Église d'accéder à la royauté, il recourut à l'héritage biblique pour sacraliser la fonction royale. La Bible évoque maintes fois l'inviolabilité de celui qui a reçu l'onction ; de fait, de Pépin le Bref à Charles IX, la protection contre le régicide a été efficace, alors que les rois mérovingiens, sur une période beaucoup plus brève, furent assassinés à trois reprises. Comme David, Pépin le Bref n'était pas appelé à régner par sa naissance et comme lui, il reçut avec le sacre une promesse de pérennité : en novembre 751, à Soissons, après son élection par les Francs réunis, les évêques des Gaules le sacrèrent au nom de la sainte Église catholique en lui donnant la sainte onction, marquant son front avec de l'huile sainte, le Saint-Chrême, pour lui transmettre l'Esprit Saint — comme cela se faisait déjà lors d'une cérémonie chez les rois wisigoths de Tolède ou comme l'onction des rois d'Israël dans la Bible. Par cette onction, peut-être administrée par l'archevêque Boniface de Mayence, le roi des Francs fut investi par Dieu d'une mission de protection de l'Église. La pratique fut maintenue par ses successeurs jusqu'à Charles X.

## Acteurs du sacre

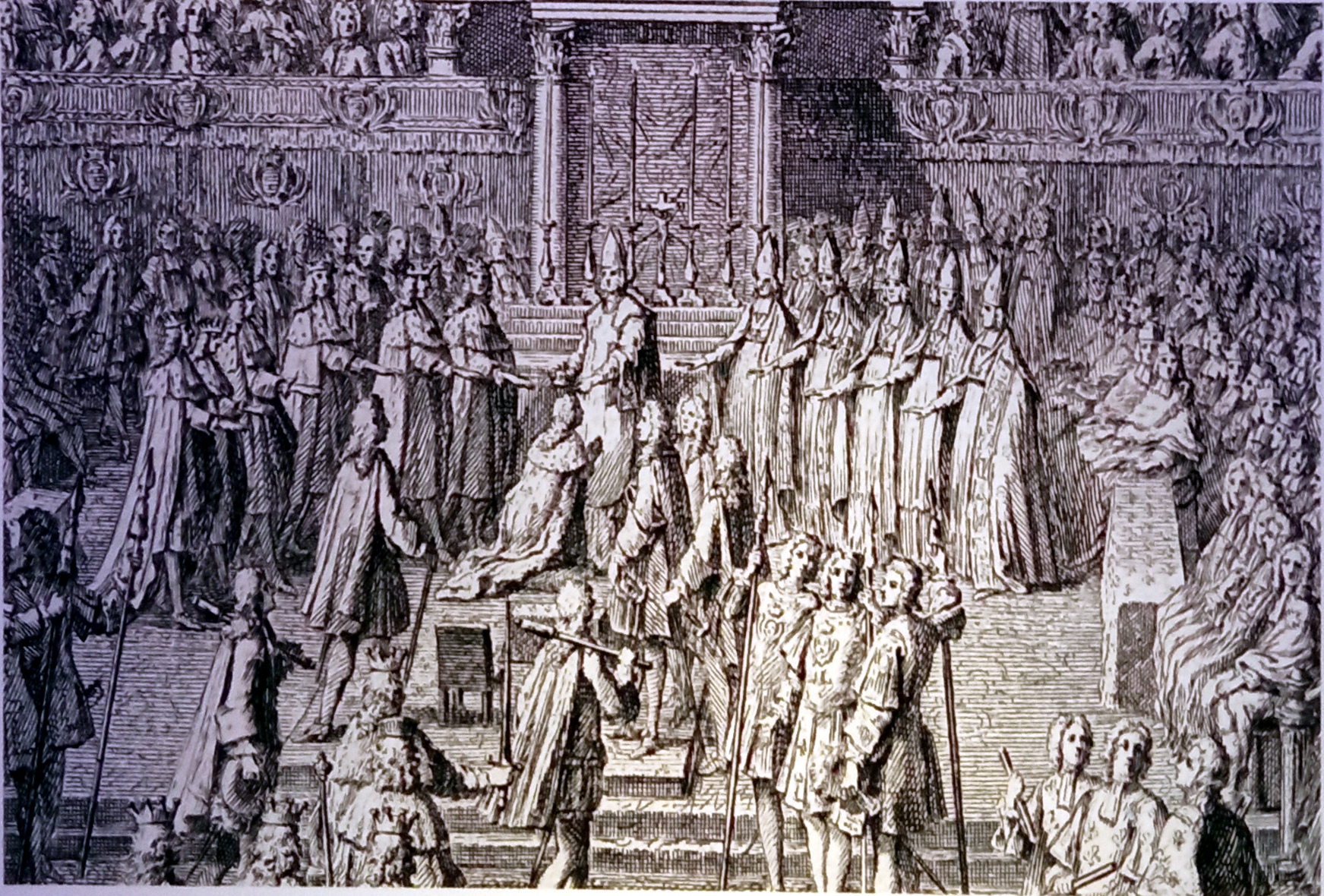
Les pairs laïcs à gauche et les pairs ecclésiastiques à droite encadrant le roi Louis XV.

Le roi est sacré par l'archevêque de Reims qui est assisté de quatre évêques suffragants de sa province ecclésiastique, de l'évêque de Langres ainsi que du chapitre de la cathédrale de Reims. L'ordre protocolaire des six évêques est le suivant : 
1. L'archevêque de Reims sacre et couronne le roi.
2. L'évêque de Laon porte la sainte ampoule.
3. L'évêque de Langres porte le sceptre.
4. L'évêque de Beauvais porte et présente la cotte d'armes ou le manteau royal.
5. L'évêque de Châlons porte l'anneau royal.
6. L'évêque de Noyon porte le baudrier ou ceinture royale[19].

L'évêque d'Amiens faisait l'office de sous-diacre.
À ceux-ci s'ajoutent l'abbé de l'abbaye Saint-Remi de Reims, gardien de la sainte ampoule ainsi que l'abbé de l'abbaye de Saint-Denis, gardien des autres insignes royaux.[réf. nécessaire]
Les pairs sont cités pour la première fois en 1203 (première convocation) et 1226. Cependant, leur première participation codifiée au sacre est formulée à l'occasion du sacre de Philippe V le Long le 9 janvier 1317.[réf. nécessaire] Il s'agit des six pairs ecclésiastiques sus-mentionnés et des six pairs laïques (d'abord les six plus grands vassaux du roi de France, à l'époque moderne des princes du sang ou des grands seigneurs). Par ordre protocolaire, les six pairs laïques sont les suivants : 
1. Le duc de Bourgogne porte la couronne royale, ceint l'épée au roi et lui confère l'ordre de la chevalerie.
2. Le duc de Normandie porte la première bannière carrée avec ses trois fleurs de lis[19].
3. Le duc d'Aquitaine (ou de Guyenne, selon les textes, ce qui revient au même) porte la seconde bannière carrée.
4. Le comte de Toulouse porte les éperons.
5. Le comte de Flandre porte l'épée royale.
6. Le comte de Champagne porte l'étendard du roi orné des armes de France[19].

Finalement sont présents les grands officiers de la couronne, pour l'hôtel du roi, et le public.
Lorsque l'un des six pairs laïques ne peut être présents au sacre, parce que cette pairie est éteinte et que le fief a fait retour au domaine royal, parce qu'il s'agit d'un souverain étranger occupé à ses propres affaires ou pour cause de sortie du fief du royaume (Flandre XVIe siècle), la fonction tenue par le pair défaillant est remplie par l'ordre protocolaire du moment par les plus grands personnages du royaume après le roi ; chacun de ces personnages « tient lieu de… » duc d'Aquitaine ou de comte de Champagne le temps du sacre. Ainsi, dans son ouvrage Ducs et pairs et duchés-pairies laïques à l'époque moderne (1519-1790), Christophe Levantal donne le nom des différents « lieutenants » de pairs laïques ; par exemple, le « comte de Flandre » fictif lors du sacre de Louis XV le 25 octobre 1722 est Louis de Bourbon, comte de Clermont. Autre exemple, le « duc de Bourgogne » fictif lors du sacre de François II le 21 septembre 1559 est Antoine de Bourbon, roi de Navarre.

## Rituel du sacre
Le rituel du sacre ne se fixa que progressivement : la description des gestes et des paroles prononcées au cours du sacre se nomme ordo. Les clercs en ont rédigé plusieurs, notamment :
- ordo d'Hincmar (IXe siècle) : onction, couronnement, serment : le roi s'engage à respecter et défendre l'Église, assurer la paix et rendre justice ainsi que la miséricorde ;[réf. nécessaire]
- ordo de Fulrad abbé de Saint-Vaast (vers l'an mille)[20] ;
- ordo de saint Louis (XIIIe siècle) : remise des éperons et d'une épée en présence des douze pairs de France ; les acclamations du peuple présent dans la cathédrale de Reims remplacent l'ancienne élection ; baiser de paix ; au cours du sacre, le roi reçoit ses insignes de pouvoir (regalia) ; si le roi est marié, le sacre de la reine a lieu juste après[21].

### Arrivée en ville

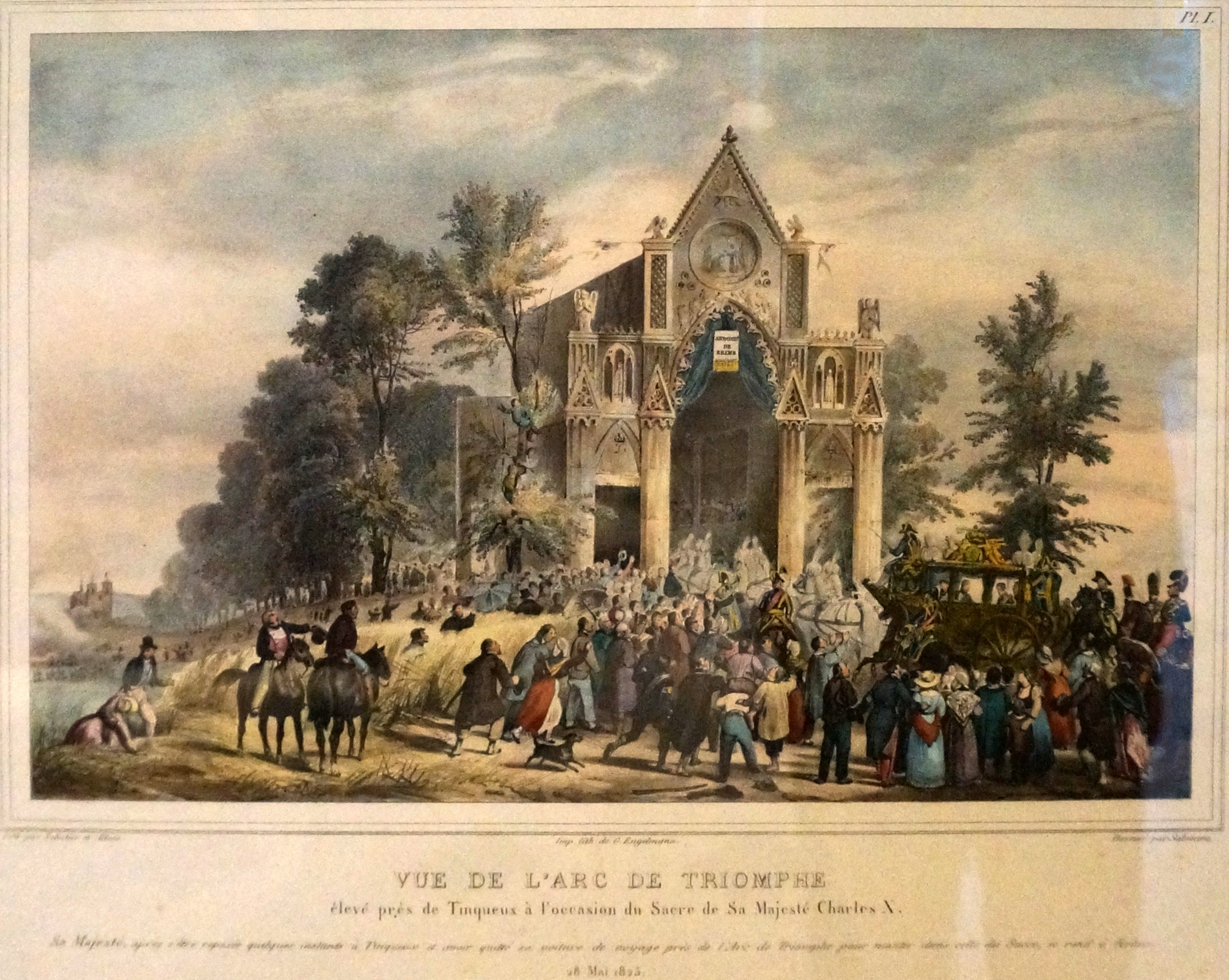
Arc de triomphe à Tinqueux pour le passage de Charles X.

Le sacre avait lieu un dimanche ou un jour de fête solennel (Ascension, Assomption, Toussaint) sauf très rares exceptions. Le roi arrivait la veille, ce qui donnait lieu à de joyeuses entrées connues à partir de la fin du Moyen Âge : députation de bourgeois et notables pour remettre les clés de la ville et quelques spécialités locales, tableaux vivants sur l'histoire de la monarchie française, arcs de triomphe… Les chanoines et les religieux allaient à sa rencontre en procession à proximité du parvis pour le conduire au seuil de la cathédrale où l'archevêque l'attendait. Le roi se recueillait dans le chœur, assistait éventuellement aux vêpres, gagnait le palais du Tau, puis revenait dans la cathédrale pour une veillée de prière ou vigile, inspirée des pratiques chevaleresques de l'adoubement : restant une partie de la nuit en prière, il devait se préparer à exercer son ministère, se pénétrer de ses devoirs, demandait pardon de ses fautes en se confessant, l'absolution ne lui étant donné qu'au moment de la communion le lendemain, pour qu'il fût en parfait état de grâce.

### Lever

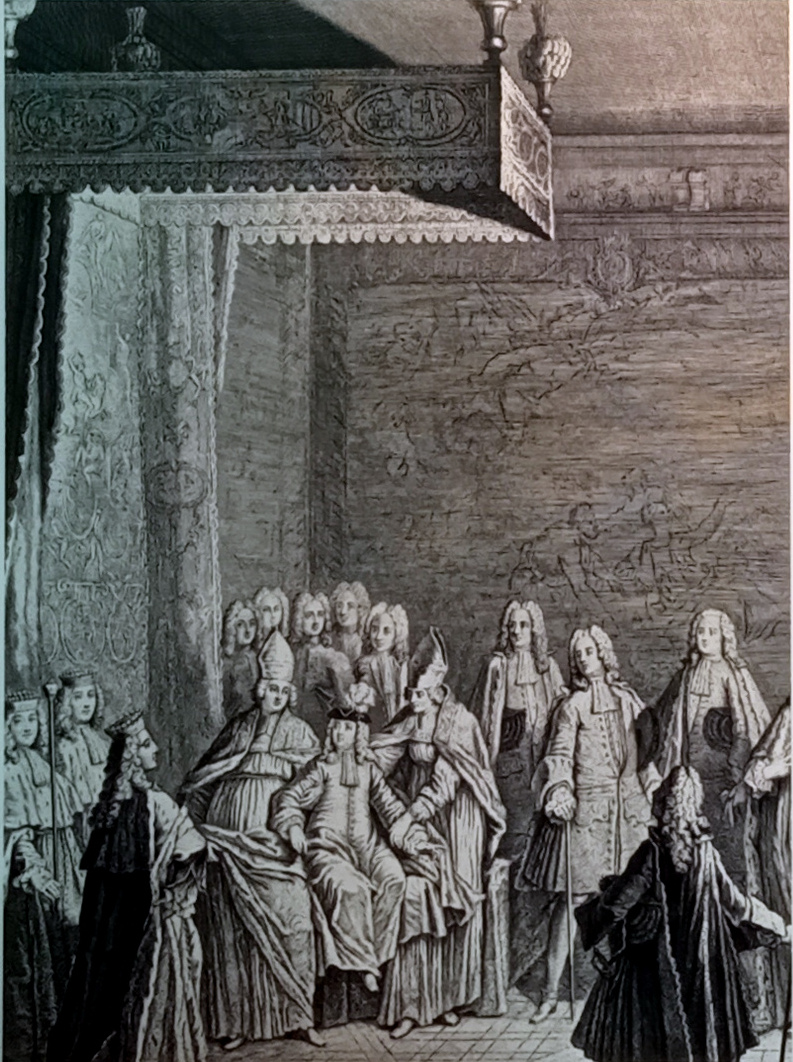
Le lever de Louis XV.

Au lever du jour, les chanoines étant installés dans le chœur pour chanter Prime, le roi se levait pour se rendre en procession dans la cathédrale. Charles V introduisit en 1364 la députation de deux pairs ecclésiastiques, les évêques de Laon et Beauvais qui venaient quérir le roi en sa chambre, usage qu'on retrouve dans le cérémonial anglais. La nouveauté ici était la mention d'un lit où le roi était semi-allongé, peut-être issu d'une cérémonie d'initiation du chevalier. Charles IX inaugura en 1561 la fiction du roi dormant, symboliquement réveillé à une nouvelle vie par les évêques, ce qui renvoie à la théorie des deux corps du roi analysée par Ernst Kantorowicz. L'évêque de Laon frappait trois fois à la porte du roi avant que la porte de la chambre royale ne s'ouvrît, ce troisième coup étant sans doute dérivé de l'Atollite portas de la liturgie des Rameaux.

### Arrivée du roi

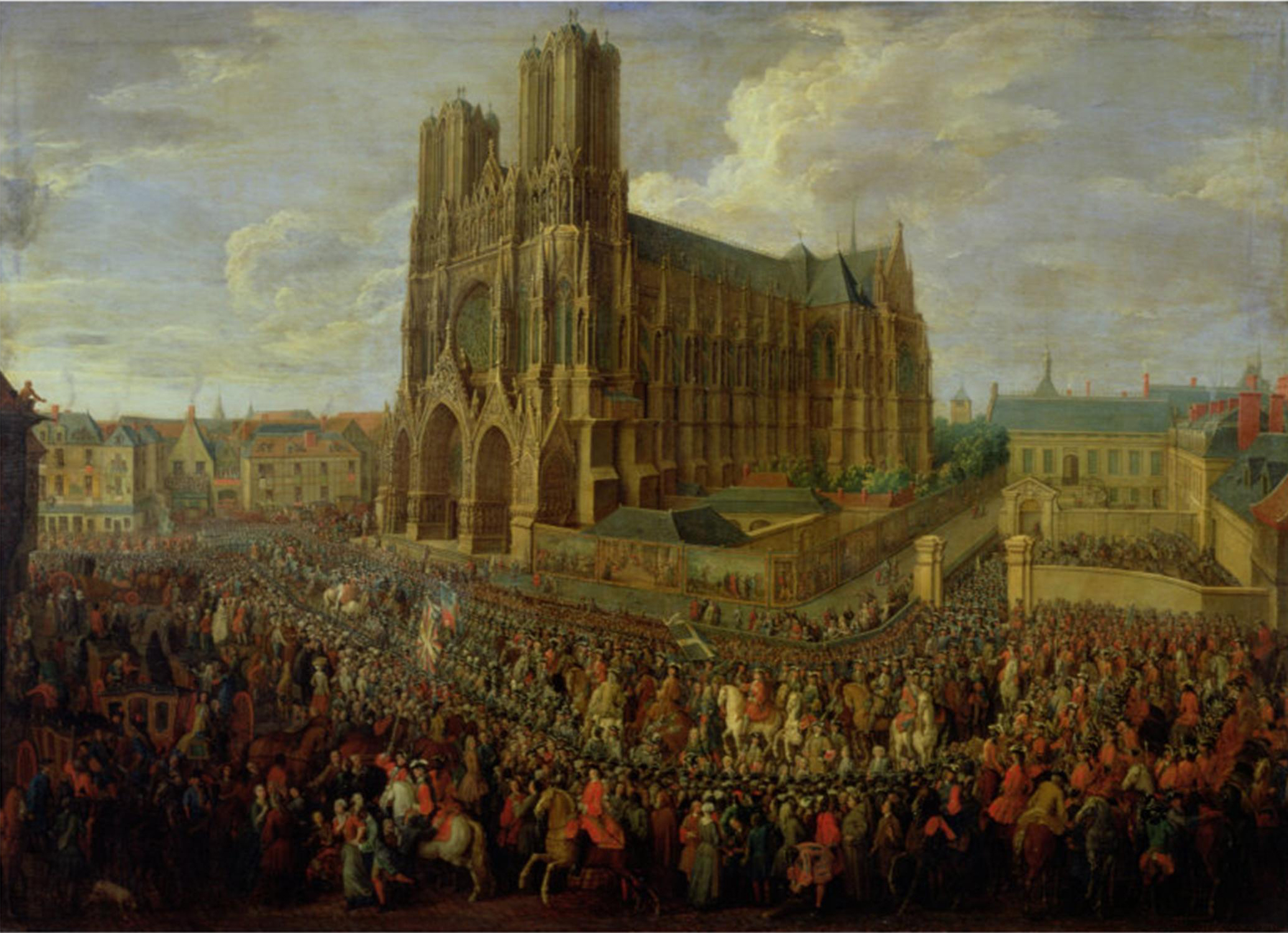
Passage du Palais du Tau à la cathédrale pour.

Après s'être habillé et avoir désigné les otages/chevaliers de la Sainte Ampoule, le roi gagnait la cathédrale par un chemin construit entre le palais du Tau et la cathédrale, qui fut de plus en plus élaboré au fil du temps, étant un véritable passage aménagé et couvert pour les sacres de Louis XVI et de Charles X.[réf. nécessaire]
Le roi entrait dans la cathédrale de Reims après le chant de l'heure canonique de Prime. À l'entrée du roi dans la cathédrale, une prière était dite et, aux XVIIe et XVIIIe siècles, on chantait l'hymne Veni Creator Spiritus. À son entrée dans le chœur, la prière « Dieu, le souverain du ciel et de la terre, etc. » était dite et Tierce était chanté, tandis que l'abbé et les moines de l'abbaye de Saint-Remi arrivaient avec la Sainte Ampoule.

### Serment

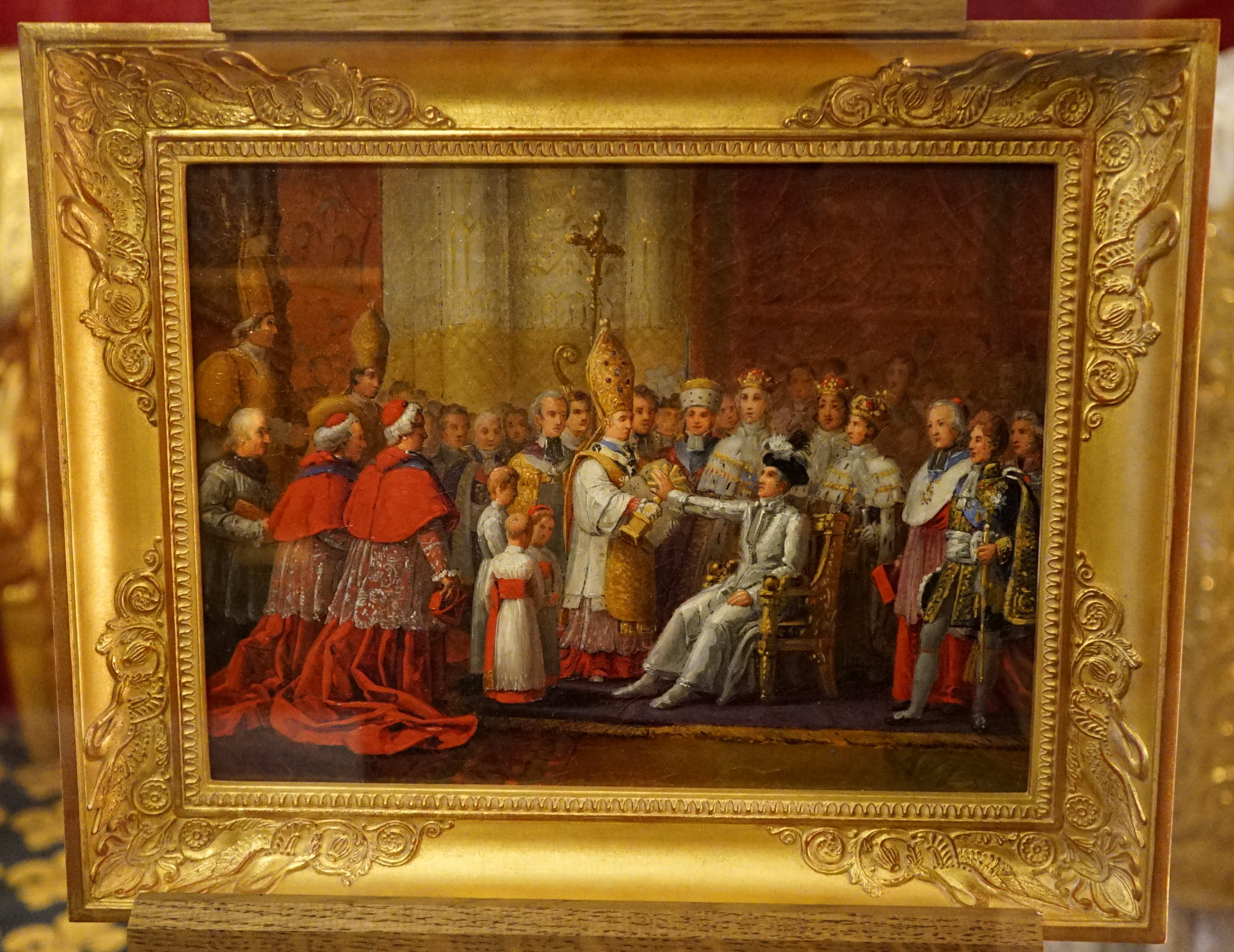
Serment de Charles X.

Le serment apparaît à l'époque carolingienne. Élaborée pour Charles II le Chauve puis précisée sous Louis II le Bègue, la formule évolua peu et porta jusqu'à la fin de l'Ancien Régime la marque d'Hincmar de Reims. Le serment aurait été fait par certains rois sur l’Évangéliaire de Reims. Le roi promet d'assurer la protection de l'Église et de ses biens. Il promet également de procurer la paix à l'Église et aux peuples chrétiens, et depuis Latran IV, de combattre les hérétiques. Par paix on entend que le roi s'engage à préserver l'ordre social voulu par Dieu et de rendre la justice. Ce serment était au départ une limite au pouvoir royal : le roi était obligé de respecter et de faire respecter la justice (comme Saint Louis). Ensuite, cette obligation est devenue une augmentation du caractère sacré du roi : le roi était nécessairement toujours juste, et ses décisions ne pouvaient donc pas être injustes.
À l'époque moderne, les serments prêtés sont les suivants :
- Le serment ecclésiastique, promettant au clergé français de conserver et défendre leurs privilèges canoniques.
- Le serment au royaume :
  - Conserver la paix
  - Empêcher l'iniquité
  - Observer la justice et la miséricorde
  - Exterminer (c'est-à-dire bannir) les hérétiques

Henri IV y ajoute en 1594 un troisième serment, celui de maintenir les ordres créés par ses prédécesseurs (à savoir l'ordre de Saint-Michel et l'ordre du Saint-Esprit). Louis XV ajoute celui de l'ordre de Saint-Louis, et Louis XVI le serment de faire observer les édits contre le duel.

### Rituel de chevalerie

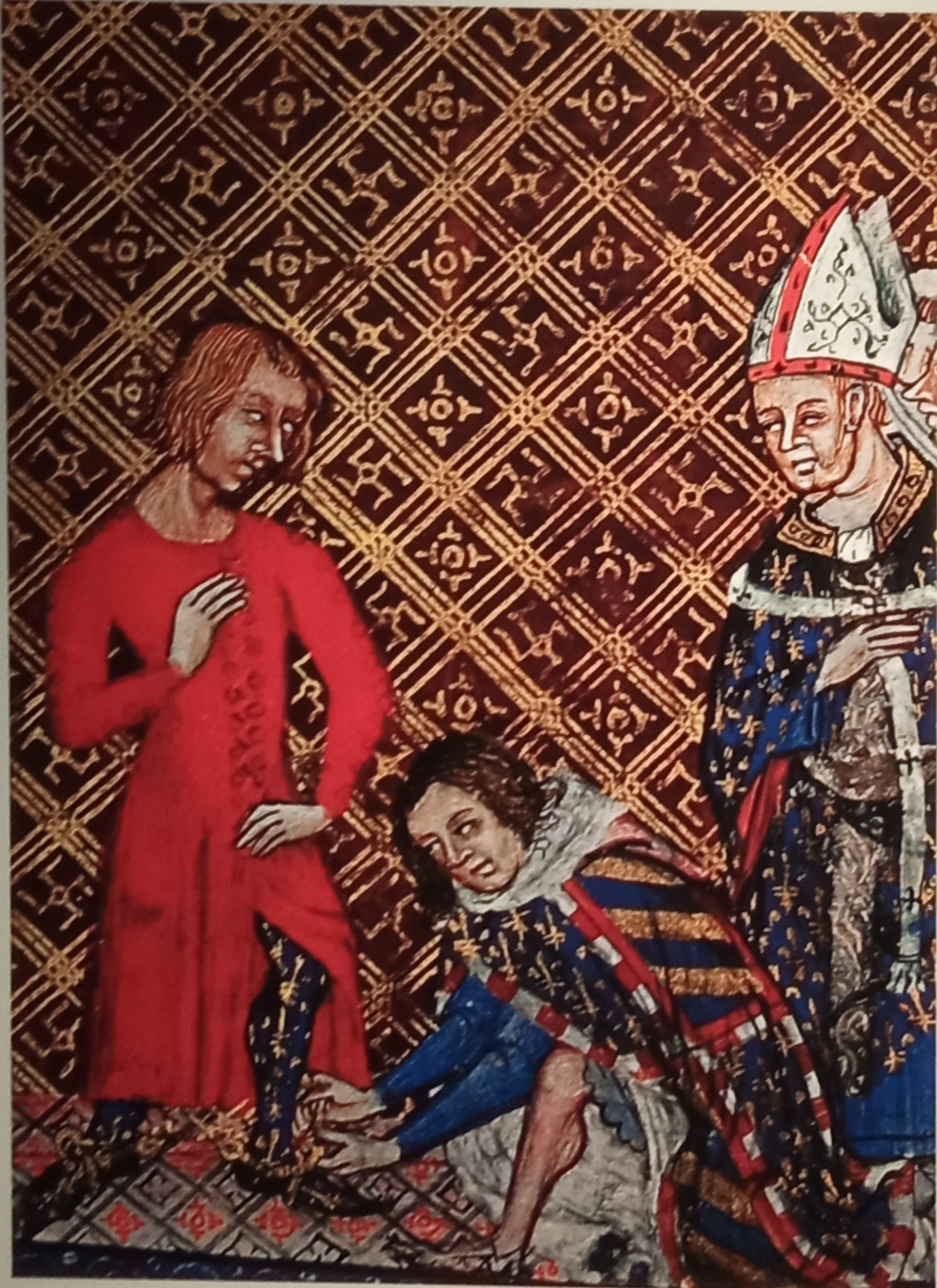
Remise des éperons d'or à Charles V.

Ce n'était pas un adoubement à proprement parler, car le roi pouvait être armé chevalier avant d'arriver à Reims comme Louis IX ou bien, comme Louis XI et Charles VIII, dans la cathédrale mais indépendamment du sacre. Le grand chambrier (plus tard le grand chambellan) mettait les chausses au roi, le duc de Bourgogne (plus tard un grand seigneur) plaçait les éperons d'or, puis les retirait aussitôt. Depuis la fin du XIIIe siècle, l'épée utilisée était Joyeuse, dite « épée de Charlemagne ». L'archevêque ceignait le roi de son baudrier, lui enlevait, sortait l'épée du fourreau (qui était posé sur l'autel) et la rendait, avec une longue oraison, au roi qui la recevait genoux fléchis, l'offrait à l'autel, la récupérait des mains de l’archevêque et enfin la passait au sénéchal qui devait la garder pointe en l’air pendant toute la cérémonie, jusqu’au retour au Palais du Tau.

### Onction

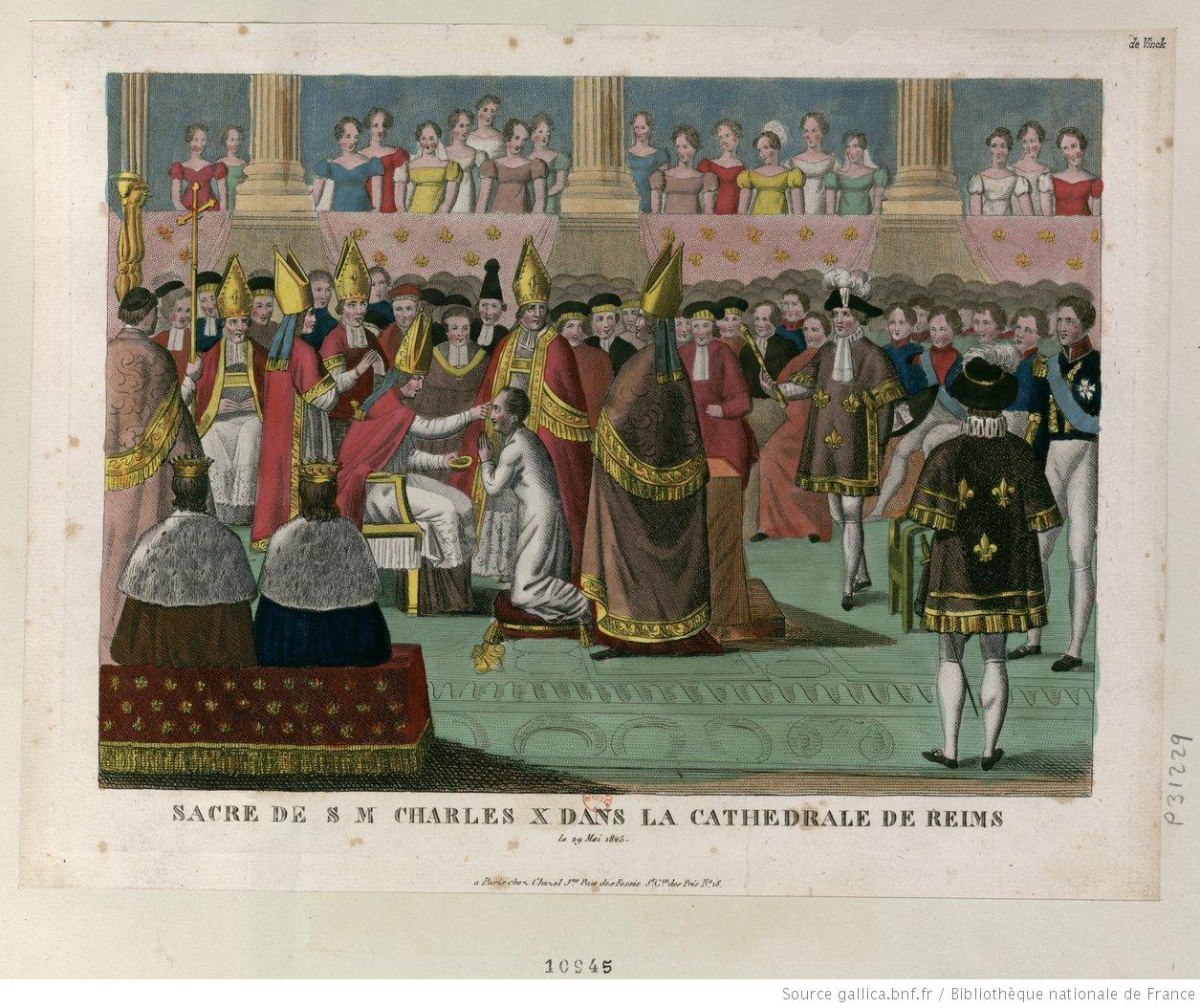
Onction de Charles X.

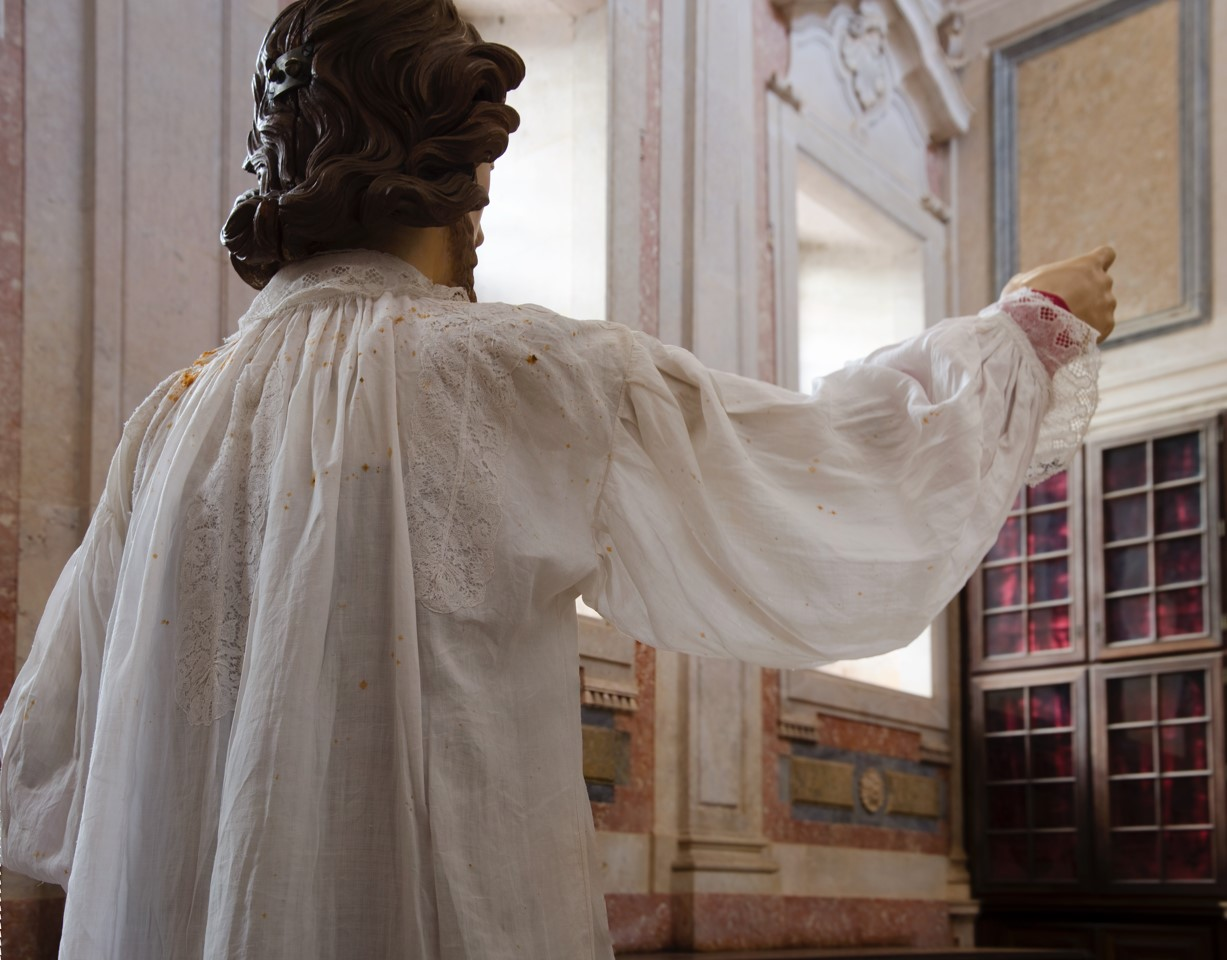
Chemise du sacre de Louis XV.

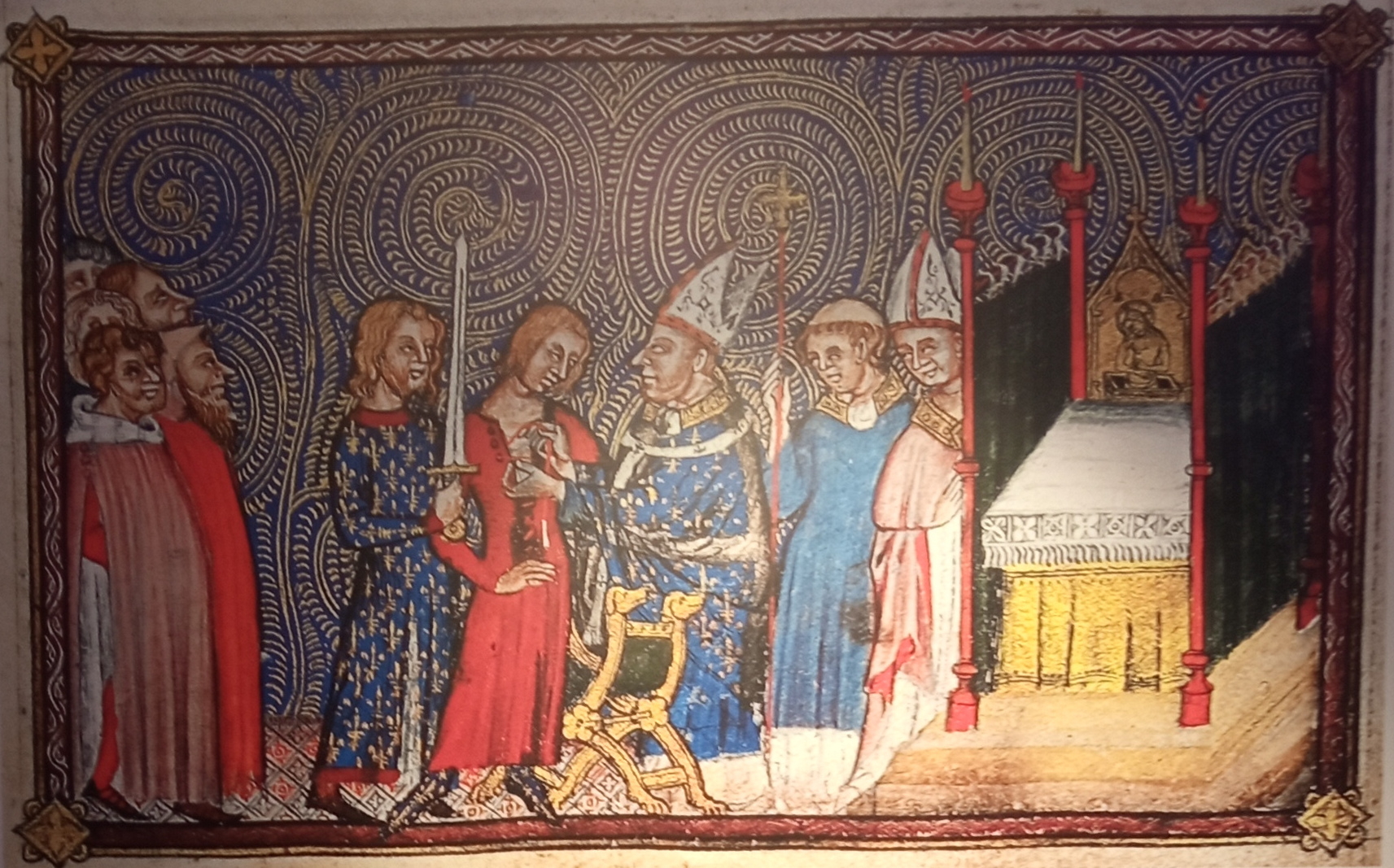
L'onction de Charles V.

L'onction, c'est-à-dire l'apposition d'une huile sainte sur le corps du roi, manifeste la dimension spécifiquement religieuse de son sacre.
Elle se fait d'abord avec le saint chrême, huile liturgique utilisée par l’Église catholique pour le baptême. On ajoutera ensuite au saint chrême, une huile extraite de la sainte ampoule. 
La sainte ampoule conservée à Reims contient une huile miraculeuse qui, selon la légende, aurait été apportée par une colombe descendue du ciel le jour du baptême de Clovis par l'évêque Remi. Cette huile aurait été réutilisée pour la première fois, en la cathédrale de Metz, le 9 septembre 869, par l'archevêque Hincmar de Reims pour sacrer Charles II le Chauve, déjà roi des Francs occidentaux, roi de Lotharingie.
L'abbé de Saint-Rémi, puis le grand prieur quand le monastère fut sous le régime de la commende, apportait solennellement la sainte ampoule dans la cathédrale, à pied d'abord, puis sur une haquenée blanche, sous un dais porté par quatre moines, et ce, après l'arrivée du roi dans la cathédrale. Aux quatre coins se tenaient, quatre grands seigneurs dépêchés par le roi, appelés les otages c'est-à-dire les garants car ils juraient de protéger le reliquaire au péril de leur vie. Ils étaient précédés par la communauté monastique, entourés par les vassaux de l'abbaye, appelés les chevaliers de la Sainte Ampoule.
C'est l'évêque de Laon, duc et pair du royaume, qui a le privilège de porter la sainte ampoule au cours de la cérémonie. Après le rituel de chevalerie venait le moment de l'onction, centre de la cérémonie, conférant au roi l'autorité de lieutenant du Christ sur Terre, empereur en son royaume : le roi seul bénéficiait du baume prélevé par le prélat consécrateur avec une aiguille d'or : ce fragment de la taille d'un grain de blé était alors mélangé au saint chrême sur une patène et lui donnait une couleur rougeâtre. Avec le pouce, le prélat prélevait le mélange et traçait neuf onctions en forme de croix sur le souverain, tout en prononçant les paroles rituelles : sur le haut de la tête, la poitrine, entre les deux épaules, l'épaule droite, l'épaule gauche, la jointure du bras droit puis du bras gauche ; puis, après s'être revêtu, sur les paumes des mains. Après les onctions, on raclait la patène et on mettait ce qui restait du mélange dans l'ampoule, ce qui confortait la croyance populaire en un inépuisable baume. La reine n'était sacrée qu'avec du saint chrême.
Par respect pour l'huile miraculeuse, la chemise du roi et les gants enfilés après l'onction des mains, étaient brûlées après le sacre. Exceptionnellement, la chemise portée par Louis XV n'a pas été brûlée. La chemise a été offerte au roi du Portugal, Jean V, et se trouve aujourd'hui au Palais national de Mafra, gardée par la Royale et vénérable confrérie du très saint sacrement de Mafra ,.

### Remise des insignes royaux

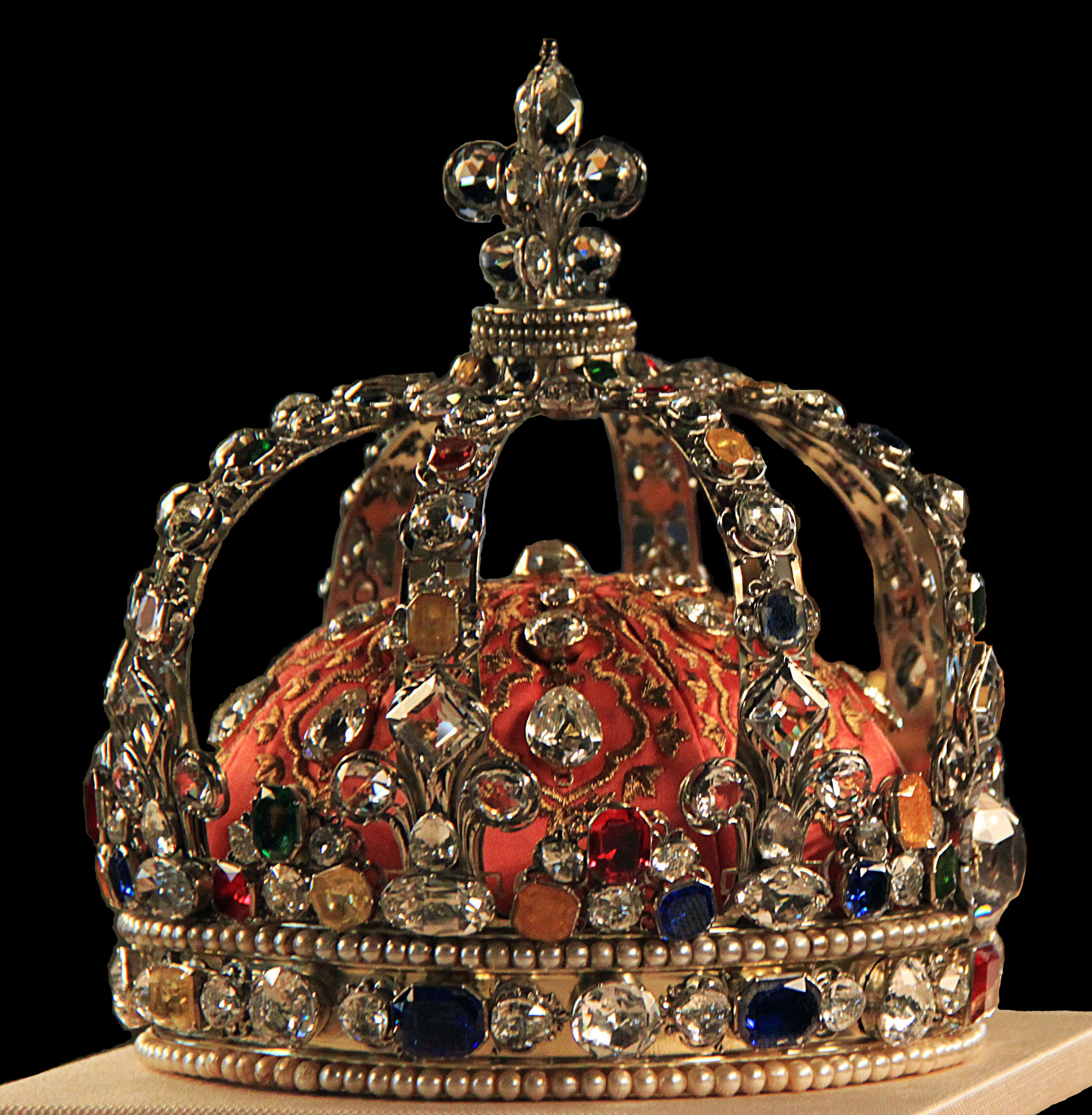
Couronne du sacre de Louis XV.

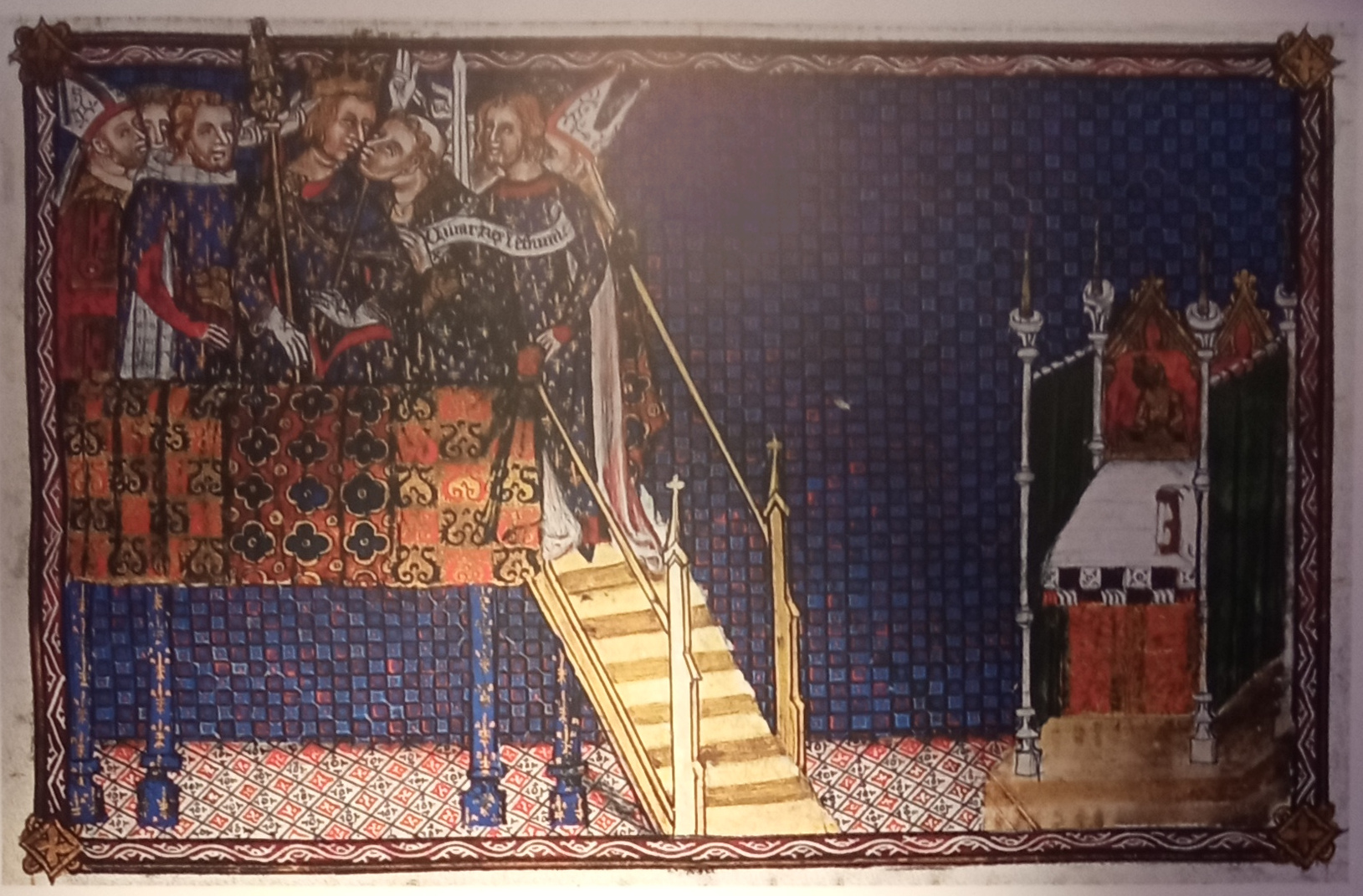
Le roi est intronisé ; l'archevêque dit au roi : vivat rex in aeternum.

Les insignes royaux ou regalia sont apportés par l'abbé de Saint-Denis.
- Le chambellan revêtait le roi de la tunique semblable à celle du sous-diacre, de la dalmatique semblable à celle du diacre et du manteau semblable à la chasuble du prêtre[32], vêtements tous trois fleurdelisés ; c'était un rite emprunté à la consécration des évêques car l'évêque récapitulant en sa personne les trois ordres sacrés, portait ces trois ornements pour les offices pontificaux ; le roi pouvait comme eux, recevoir des gants, avec des prières empruntées au pontifical romain. Il existe des témoignages que les manteaux des souverains carolingiens et ottoniens étaient bleus semés de symboles cosmiques d'or, référence au vêtement du grand prêtre de Jérusalem[35],[36]. Ces habits bleus devinrent fleurdelisés sous Louis VII, sans doute sous l'influence de saint Bernard, qui théorisa l'existence d'un cosmos spirituel composé du Christ et des Élus, assimilables à des Lys selon sa lecture de saint Luc et du Cantique des cantiques[37],[38]. C'était une originalité française que cette tenue reprenant les armoiries, notamment l'azur, alors que la couleur du pouvoir, impérial notamment était le rouge. Le roi n'était en rouge qu'au début de la cérémonie, avec chemise et tunique de soies munies d'ouverture à l'endroit des onctions[32].
- L'archevêque bénissait puis mettait au quatrième doigt de la main droite l'anneau, signe de la « sainte foi et de l'intégrité du royaume »[39].
- Avec d'autres oraisons, il remettait pour « encourager les bons et corriger les mauvais, diriger les justes la voie droite, rabaisser les orgueilleux et relever les humbles » :
  - Le sceptre, terminé par une fleur de lys, symbole du commandement.
  - La main de justice, qui apparaît au moment où la justice royale s'impose réellement.
- La couronne d'or, composée d'un cercle d'or surmonté de quatre fleurs de lys posé sur un bonnet en velours orné de perles (couronne fermée), était déposée sur la tête du roi par l'évêque après avoir été soutenue par tous les pairs du royaume ou leurs représentants qui représentent le fait d'être souverain.

Le roi est ensuite intronisé ; l'archevêque disait au roi : « Que le médiateur de Dieu et des hommes fasse de toi le médiateur du clergé et du peuple », avant de l'embrasser et de l'asseoir sur un trône surélevé dominant le jubé. Les pairs viennent chacun lui rendre hommage par un baiser en lui disant : « Vive le roi éternellement », acclamation reprise par l'assemblée au son des trompettes. Puis des oiseaux sont lâchés et l'on jette pièces et médailles. Au sacre de Louis XIII, ce sont entre 700 et 800 moineaux qui furent lâchés sous les voûtes. Ce lâcher d'oiseaux était l'image de l'élargissement des prisonniers auquel on procédait pour le sacre (6 000 pour Louis XIV, moins de 600 pour Louis XV, 112 pour Louis XVI).
Après la remise des insignes et l'intronisation, on assiste à une messe et à un banquet, tous deux, comme le sacre, payés par la ville de Reims.

### Messe
Il n'y avait pas de messe propre au sacre, on disait la messe du jour avec les lectures prévues au missel ; seules quelques oraisons étaient spécifiques, principalement une oraison avant le don de la paix, comme dans les messes de mariage. Au moment de l'offertoire, le roi descendait pour aller porter à l'autel le vin du sacrifice, en mémoire de l'offrande faite par Melchisédech ; il offrait aussi 13 besants d'or, symbolisant sans doute son mariage avec son peuple, par analogie avec les 13 pièces offertes par l'époux à l'épouse le jour des noces. Le propre de la messe était donné en plain-chant et faux-bourdon. C'est l'ordinaire (Kyrie, Gloria, Credo, Sanctus, Agnus) et le Te Deum de l'intronisation qui donnaient lieu à la polyphonie. Il y avait un chœur de douze vicaires musiciens qui pouvait être renforcé pour les grandes occasions, et une maîtrise d'enfants depuis 1285 qui comptait dix petits chanteurs à partir du XVIe siècle. En 1775, la messe du sacre de Louis XVI fut composée par François Giroust, maître de chapelle ; au sacre de Charles X, ce fut Luigi Cherubini,. À la fin de la messe, l'archevêque procédait au changement de couronne ; la couronne de tradition était portée sur un coussin et le roi arborait alors une couronne personnelle plus légère, avec laquelle il quittait la cathédrale et se rendait au palais du Tau. La cérémonie durait au minimum six heures, parfois sept ; lors du sacre de Charles X, une commission fut chargée de simplifier et moderniser la cérémonie et de la rendre compatible avec les principes de la monarchie selon la Charte (suppression des promesses de lutte contre hérétiques et infidèles, des douze pairs, des références à la royauté hébraïque, etc.) et celle-ci dura trois heures et demie.

### Festivités

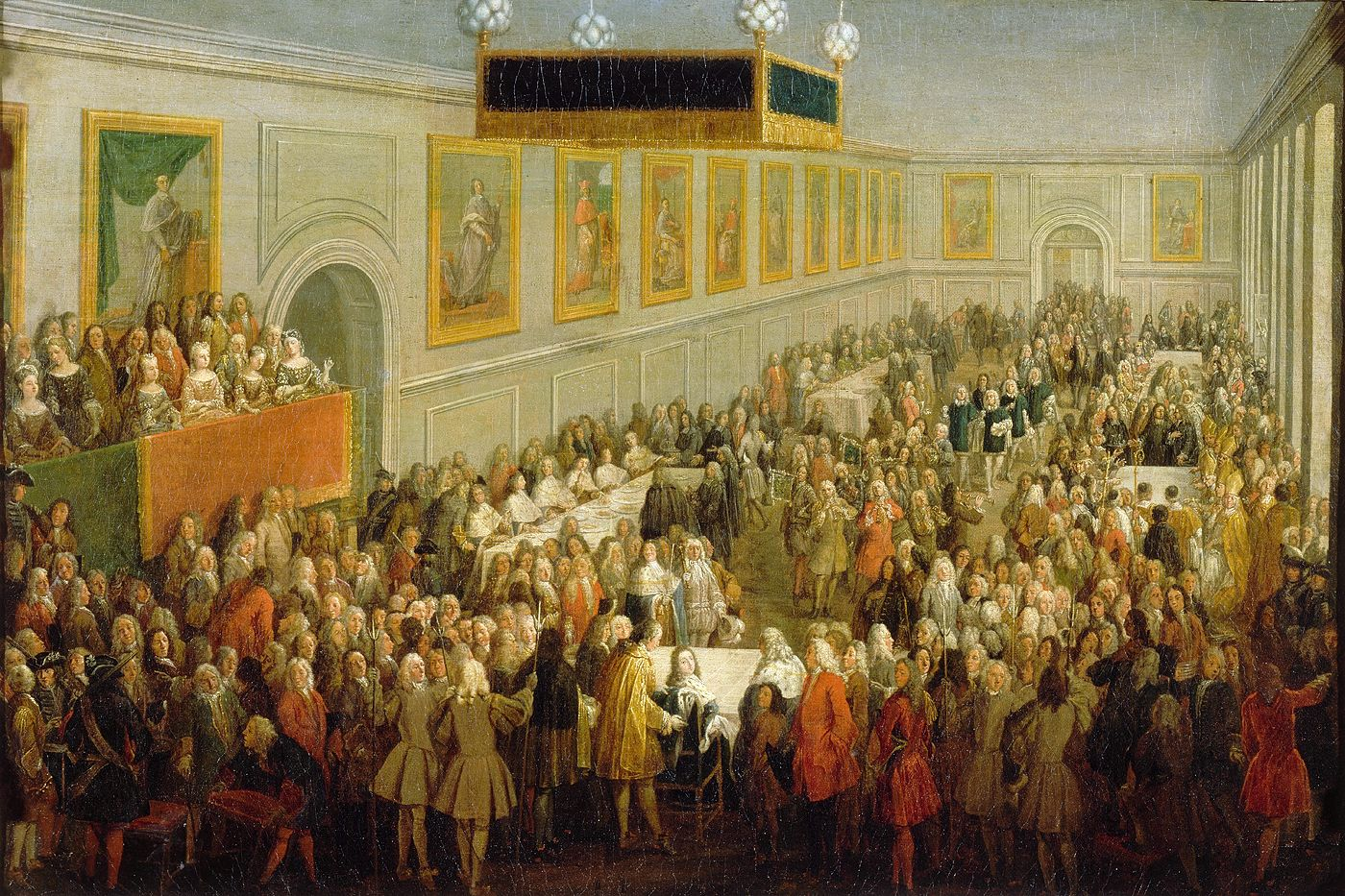
Le Banquet du sacre de, 25 octobre 1722 se déroulant en la salle du banquet du palais du Tau par Pierre-Denis Martin.

Le roi ne venait pas seul ; les comptes conservés pour le XIVe siècle laissent entrevoir une suite d'au moins 2 000 barons et serviteurs, et ce nombre augmenta par la suite. À ces invités, s'ajoutaient les personnes désireuses d'assister au sacre et de participer aux festivités faisant suite à la cérémonie ; au sacre de Philippe VI, le vin coula à flots (60 000 litres). Le sacre engendrait la liesse populaire, et constituait à la fois un moment de communion entre le roi et son peuple et une promesse de renouveau. Il y avait quelques centaines de personnes dans le chœur et les tribunes aménagées de part et d'autre, quelques milliers dans la nef ; actuellement, la cathédrale peut accueillir 3 000 personnes mais avec des chaises ; on devait donc dépasser ce nombre lors des sacres ; à partir de Louis XIV, les portes ne furent ouvertes à la foule qu'au moment de l'intronisation. Pour le sacre la population de la ville devait au moins doubler ou tripler ; on avance 100 000 personnes au sacre de Louis XV.

## Effets du sacre

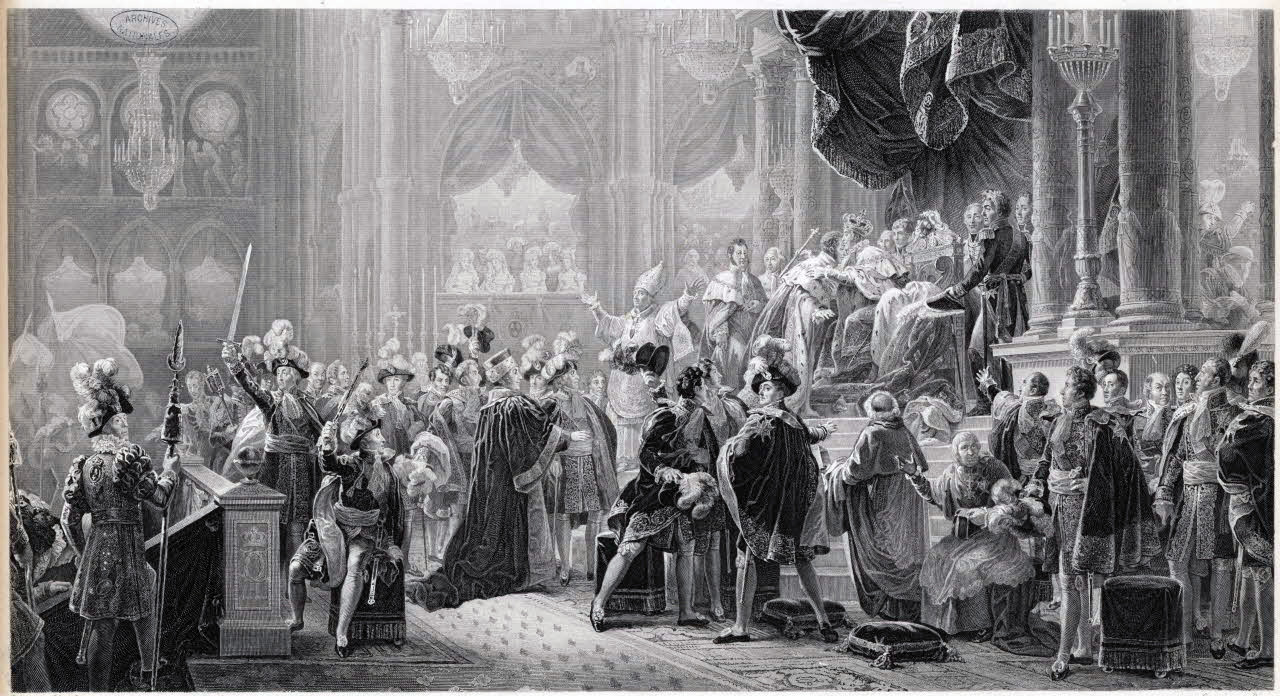
Gravure représentant le tableau de François Gérard, « Le sacre de Charles X à Reims », le 29 mai 1825 Archives Nationales AE-II-3886.

### Sacralisation
Le sacre fut parfois considéré comme un sacrement ; ainsi, saint Pierre Damien comptait douze sacrements dont l'onction des rois. Pierre Lombard ne comptait que sept sacrements et son enseignement fut ratifié par le troisième concile de Latran (1179) et divers actes pontificaux,,. Le sacre est un sacramental et non un sacrement, c'est-à-dire un signe sacré dont le rite est défini par l’Église catholique, selon une certaine imitation des sacrements, en vue d'obtenir des effets surtout spirituels obtenus par la prière de l'Église. Au-delà, il confère au roi une spécificité qui l'élève au-dessus du reste des laïcs. Il devient un personnage sacré. Le sacramental du sacre avec l'onction d'huile sur les mains et la tête imite le sacrement de l'ordre des prêtres et des évêques ; le roi « approche l'ordre sacerdotal » également en ce qu'il communie sous les deux espèces (pain et vin consacrés), même s'il fut oublié qu'originellement les laïcs communiaient sous les deux espèces. Il peut communier sous les deux espèces, comme les clercs. Le roi sacré est sacralisé.

### Inviolabilité
Cette sacralisation rend le roi inviolable. La Bible affirme l'inviolabilité de celui qui a reçu l'onction : David affirme l'impossibilité de porter la main sur l'oint du Seigneur, et le psaume 104 fait de même ; la royauté israélite confère au roi une empreinte filiale, l’Éternel se faisant son père. Tout attentat contre sa personne est donc puni avec une très grande sévérité. Le coupable est accusé de régicide, torturé et exécuté, même si le roi n'est que blessé et que la blessure est légère. Ainsi Damiens fut-il écartelé après avoir été tenaillé et couvert de plomb fondu pour avoir frappé Louis XV d'un coup de couteau, une blessure grave ayant été évitée grâce à l'épaisseur des vêtements du roi.

### Thaumaturgie

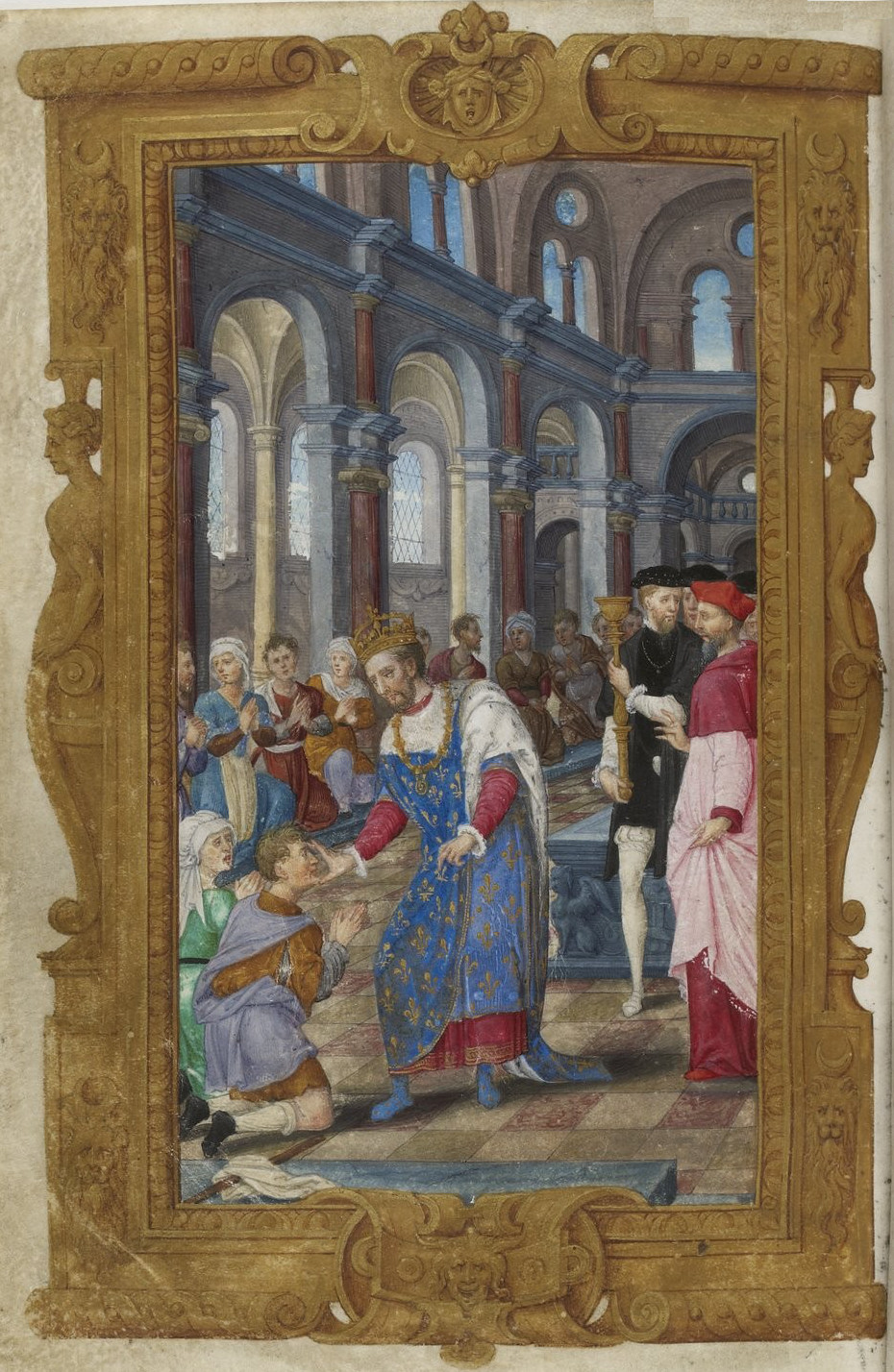
pratiquant le toucher des écrouelles au prieuré de Corbeny, livre d'heures de, BnF.

Le roi de France, sacré, avait la particularité, s'il était en état de grâce, d'avoir la réputation d'être thaumaturge : au cours d'une cérémonie particulière qui avait lieu en général le lendemain du sacre, le plus souvent après avoir communié auprès du tombeau de saint Marcoul à Corbeny,, saint qui avait la réputation de guérir les écrouelles, maladie d'origine tuberculeuse causée par une affection des ganglions lymphatiques du cou, la scrofule ; le roi accomplissait un rituel particulier pour guérir les personnes atteintes de cette maladie ; le rituel comprenait un double geste : le toucher direct du malade et le signe de la croix. On décrit Saint Louis comme prononçant des paroles (inconnues) lors du toucher, probablement une prière – la formule « le roi te touche, Dieu te guérit » n'est attestée qu'à partir du XVIe siècle. La formule s'est progressivement transformée en « le roi te touche, que Dieu te guérisse »,. À partir de Louis XIV, le roi ne se rendit plus en pèlerinage à Corbeny comme cela se pratiquait depuis Louis X, les reliques de saint Marcoul étaient amenées à la basilique Saint-Rémi et le toucher se fit dans le jardin.
L'apparition du toucher royal pour guérir les écrouelles n'est pas connue avec précision. On ne connaît aucune indication selon laquelle les rois de France des dynasties antérieures aient touché les écrouelles ou eu des pouvoirs thaumaturges en général. Parmi les Mérovingiens, seul le roi Gontran (mort en 592) est réputé avoir guéri des possédés ; ce don semble être lié à sa sainteté personnelle, et non à sa royauté. Il est probable que si les rois mérovingiens avaient revendiqué un pouvoir de guérison, les chroniqueurs l'auraient signalé. Pour les premiers Capétiens, Helgaud de Fleury accorde à Robert le Pieux (996-1031) la grâce de guérir. Les écrouelles ne sont cependant pas nommées explicitement : il est possible que les pouvoirs thaumaturges attribués aux rois de France aient été d'abord généralistes, avant de se spécialiser. Le premier témoignage qui fait mention des écrouelles est celui de Guibert de Nogent, dans son Des reliques des saints, daté de 1124 environ. Guibert indique avoir vu personnellement Louis VI le Gros (règne 1108-1137) guérir des scrofuleux en les touchant et en faisant le signe de la croix, miracle qu'il qualifie d'« habituel ». Le chroniqueur ajoute que le père du roi, Philippe Ier (règne 1060-1108), pratiquait déjà ce miracle mais qu'il avait perdu son don miraculeux par suite de ses péchés — c'est-à-dire du double adultère avec Bertrade de Montfort, qui avait entraîné son excommunication. Les rois de France touchèrent à sa suite les écrouelles jusqu'à Louis XV ; ce dernier, à Pâques 1739, refusa tout net confession, communion et cérémonie rituelle. Il ne touchera jamais plus les écrouelles,. Louis XVI rétablit cet usage en 1775. Ce rite réapparut une dernière fois le 29 mai 1825, date du sacre de Charles X qui toucha cent vingt et un malades, dont cinq, des enfants, furent déclarés guéris. Les rois touchaient les écrouelles après le sacre, à des fréquences variables : Saint Louis les touchait quasi quotidiennement, Louis XI chaque semaine, et le rite eut lieu à l'étranger lors des guerres d'Italie.
Ce pouvoir thaumaturgique était le signe d'une dimension quasi sacerdotale du Très Chrétien : sacrés par l’Église, les rois de France selon Du Peyrat, « font les miracles de leur vivant par la guérison des malades écrouelles, qui montrent bien qu’ils ne sont pas purs laïques, mais que participant à la prêtrise, ils ont des grâces particulières de Dieu, que même les plus réformés prêtres n’ont pas. »

### Effet juridique
Le sacre pose un problème juridique : le sacre fait-il le roi ? Dans l'opinion des juristes royaux, depuis la mort de Saint Louis, le sacre n'a plus de valeur constitutive. Dès la mort du roi, l'armée a reconnu Philippe le Hardi comme successeur, même si le sacre n'a eu lieu qu'un an plus tard en 1271. Dans l'opinion populaire médiévale, le roi reste celui qui est sacré et Jeanne d'Arc n'appellera roi Charles VII que lorsque celui-ci aura été sacré. À l'époque moderne se développe une théologie du « sang royal » : sitôt le roi mort, son successeur devient roi. C'est l'application au droit public de la formule de droit privé « le mort saisit le vif », qui aboutira à la célèbre formule : « Le roi est mort, vive le roi ! ».[réf. nécessaire]

### Effet fiscal
Le financement des sacres a donné lieu à la perception d'un impôt spécial, la taille des sacres. En 1286, le plus ancien document, concernant la taille du sacre de Philippe Le Bel, permet d'évaluer l'assiette de perception et donc la population de Reims à 3 900 feux, soit à peu près 16 000 à 18 000 habitants.

## Lieux du sacre

### Premiers sacres (751-816)

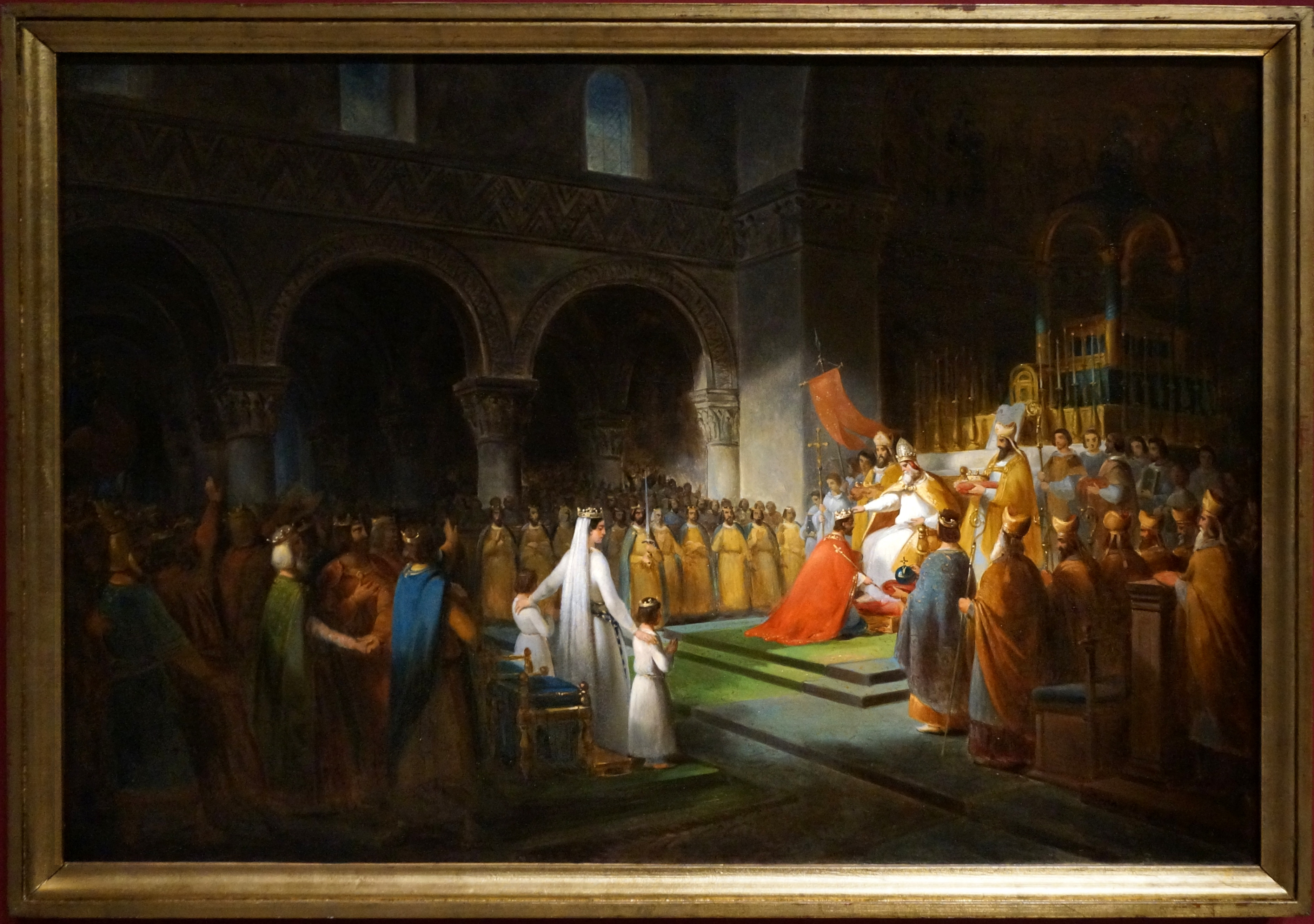
Sacre de Pépin le Bref à Saint-Denis le 28 juillet 754 (huile sur toile de François Dubois, 1837).

Si le premier sacre, celui du premier carolingien Pépin le Bref, a lieu un jour de novembre 751 à Soissons, capitale des Mérovingiens, la cérémonie est répétée le 28 juillet 754 à Saint-Denis. Les princes impétrants Charles, et Carloman sont sacrés en même temps à cette occasion. Les deux frères sont sacrés rois le 9 octobre 768, deux semaines après la mort de leur père, respectivement à Noyon et Soissons, chacun régnant de son côté. L'aîné, Charlemagne, reçoit du pape le titre d'empereur et une couronne le 25 décembre 800 à Rome. C'est le fils et successeur de celui-ci, Louis le Pieux, couronné empereur en septembre 813 à Aix-la-Chapelle du vivant de son père, qui, le 5 octobre 816, est le premier à se faire sacrer à Reims.

### En Francie occidentale (848-987)
Sous le règne du fils de Louis le Pieux, Lothaire, l'empire est partagé avec les frères de ce dernier selon le Serment de Strasbourg prêté le 14 février 842. Côté Francie orientale, Aix-la-Chapelle sera instaurée comme lieu d'un nouveau rituel du sacre un siècle plus tard, le 7 août 936, par Othon Ier. Côté Francie occidentale, la cérémonie du sacre est maintenue par les derniers Carolingiens, mais ce n'est qu'avec les Robertiens et le besoin de réaffirmer une légitimité qui dépasse le lien dynastique que Reims devient la ville du sacre.
- Louis Ier le Pieux, fils de Charlemagne, est sacré le 5 octobre 816 à Reims.
- Charles le Chauve, benjamin de Louis le Pieux, est sacré le 6 juin 848 à Orléans selon un rituel inventé par l'archevêque Hincmar de Reims qui inclut l'onction du saint chrême.
- Louis le Bègue, fils de Charles le Chauve, est sacré le 8 décembre 877 à Compiègne en l'abbaye Saint Corneille. Il est sacré une seconde fois le 7 septembre 878 à Troyes par le pape Jean VIII.
- Louis III et Carloman II sont sacrés le 4 septembre 879 à Ferrières.
- Charles le Gros, couronné empereur le 12 février 881 à Rome, a possiblement été couronné rex in Gallia le 20 mai 885 à Grand[69].
- Eudes, élu roi des Francs le 29 février 888 à Compiègne, est sacré le 13 novembre 888 à Reims.
- Charles le Simple est sacré roi des Francs le 28 janvier 893 à Reims.
- Robert est sacré roi des Francs le dimanche 30 juin 922 à Reims.
- Raoul de Bourgogne est sacré roi des Francs le 13 juillet 923 à Soissons en l’Abbaye Saint-Médard.
- Louis d'Outremer est sacré le 19 juin 936 à Laon.
- Lothaire de France est sacré le 12 novembre 954 à Reims.
- Louis le Fainéant meurt la veille du procès qu'il intentait contre l'archevêque de Reims Adalbéron, qui devait le sacrer.

### Sous les Capétiens, Valois, Bourbons et Orléans (987-1848)

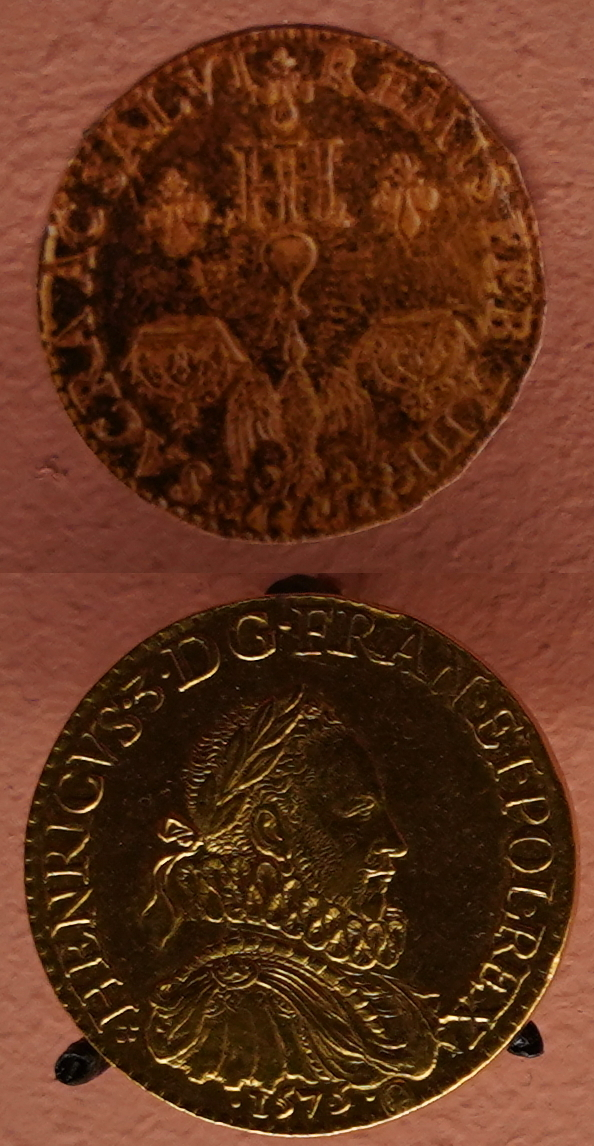
Jeton de sacre de Henri III.

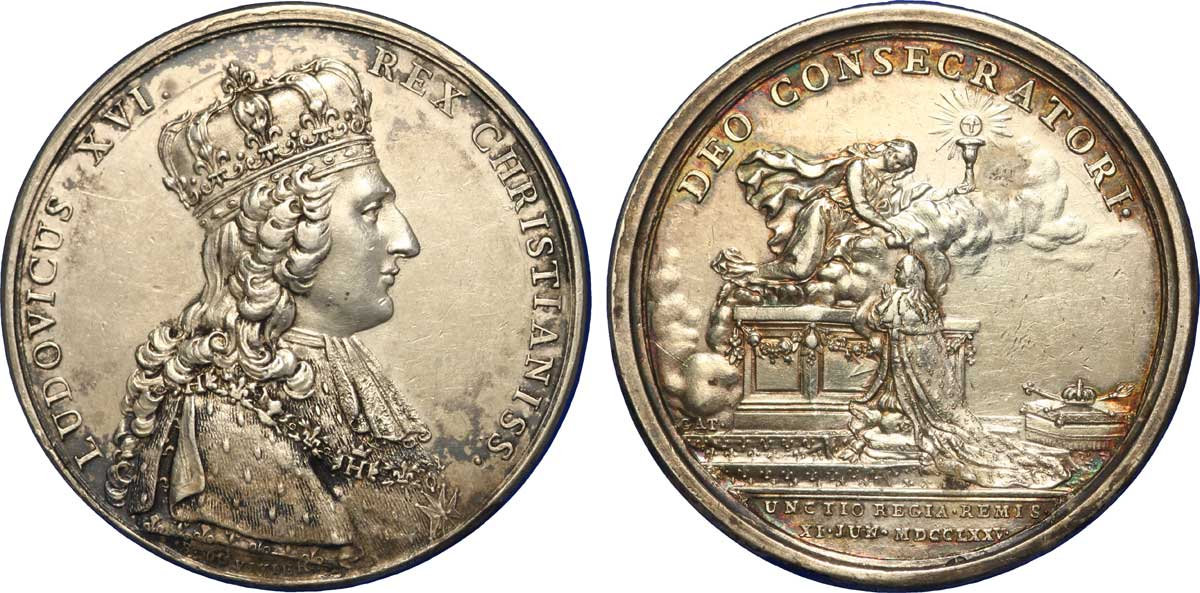
Sacre à Reims de le 11 juin 1775.

Sous les Capétiens, les rois de France ont tous été sacrés à Reims, à l'exception de Hugues Capet, Robert II, Louis VI, Henri IV, Louis XVIII et Louis-Philippe :
- Le 3 juillet 987, Hugues Capet est sacré roi de France dans la cathédrale de Noyon par Adalbéron, à qui il épargne tout procès. Cet avènement marque la fin de la dynastie carolingienne.
- Le 25 décembre 987, Robert II est sacré dans la cathédrale Sainte-Croix d'Orléans par le même Adalbéron, archevêque de Reims.
- Le 3 août 1108, Louis VI est sacré dans la même cathédrale Sainte-Croix d'Orléans ; il reçoit « l’onction très sainte » de la main de Daimbert, l’archevêque de Sens, car il craint que son demi-frère, Philippe de Mantes, ne l’empêche d’accéder à Reims.
- Le 16 décembre 1431, Henri VI, roi d'Angleterre, est sacré roi de France dans la cathédrale Notre-Dame de Paris, d'après un rituel proche de celui établi par son arrière-grand-père maternel Charles V[70].
- Le 27 février 1594, Henri de Navarre est sacré roi de France dans la cathédrale Notre-Dame de Chartres ; contrairement à la tradition, le nouveau souverain ne peut se faire sacrer à Reims, la ville étant entre les mains de ses ennemis, la famille de Guise et les Ligueurs ; la cérémonie est donc célébrée le 27 février 1594 à Chartres, par Nicolas de Thou, l'évêque de la ville[71]. Étant donné que l'onction d'Henri IV ne peut se faire avec l’huile contenue dans la sainte ampoule qui a été utilisée par l'évêque Remi de Reims, Nicolas de Thou se sert de celle conservée dans l'abbaye de Marmoutier, près de Tours[72],[Note 9],[73].
- Louis XVIII est roi de France, mais sans cérémonie de sacre, bien qu'il ait eu l'intention d'être sacré.
- Charles X est le dernier roi de France à accéder au trône avec un sacre à Reims[74].
- Louis-Philippe accède au trône en renonçant au sacre.

## Sacre de la reine

### Origine
L'épouse du roi Pépin, Bertrade de Laon, reçut une bénédiction lors du sacre de son mari et de ses fils, le 28 juillet 754 par le pape Étienne II dans l'abbaye de Saint-Denis ; de même pour la première puis la seconde épouse de Louis Ier le Pieux en 816 et 819 ; c'est au milieu du IXe siècle, qu'un changement est intervenu avec l'introduction de l'onction pour les femmes : le 1er octobre 856, l'archevêque Hincmar procéda au premier sacre d'une reine, en l'occurrence, Judith, fille de Charles II le Chauve et Ermentrude, peu après son mariage avec le roi des Saxons de l'Ouest Æthelwulf ; l'ordo de ce sacre commence par la remise de l'anneau nuptial puis une formule matrimoniale faisant référence aux femmes de l'Ancien Testament Sarah, Rébecca, Rachel, épouses d'Abraham, Isaac, Jacob, Anne, mère du prophète Samuel, Noémie, arrière-grand-mère de David, Esther et Judith. Le texte influença fortement l'ordo de Charles V. Dès lors, les reines furent sacrées et ointes : dès 866, Charles II le Chauve faisait sacrer son épouse Ermentrude d'Orléans.

### Rites

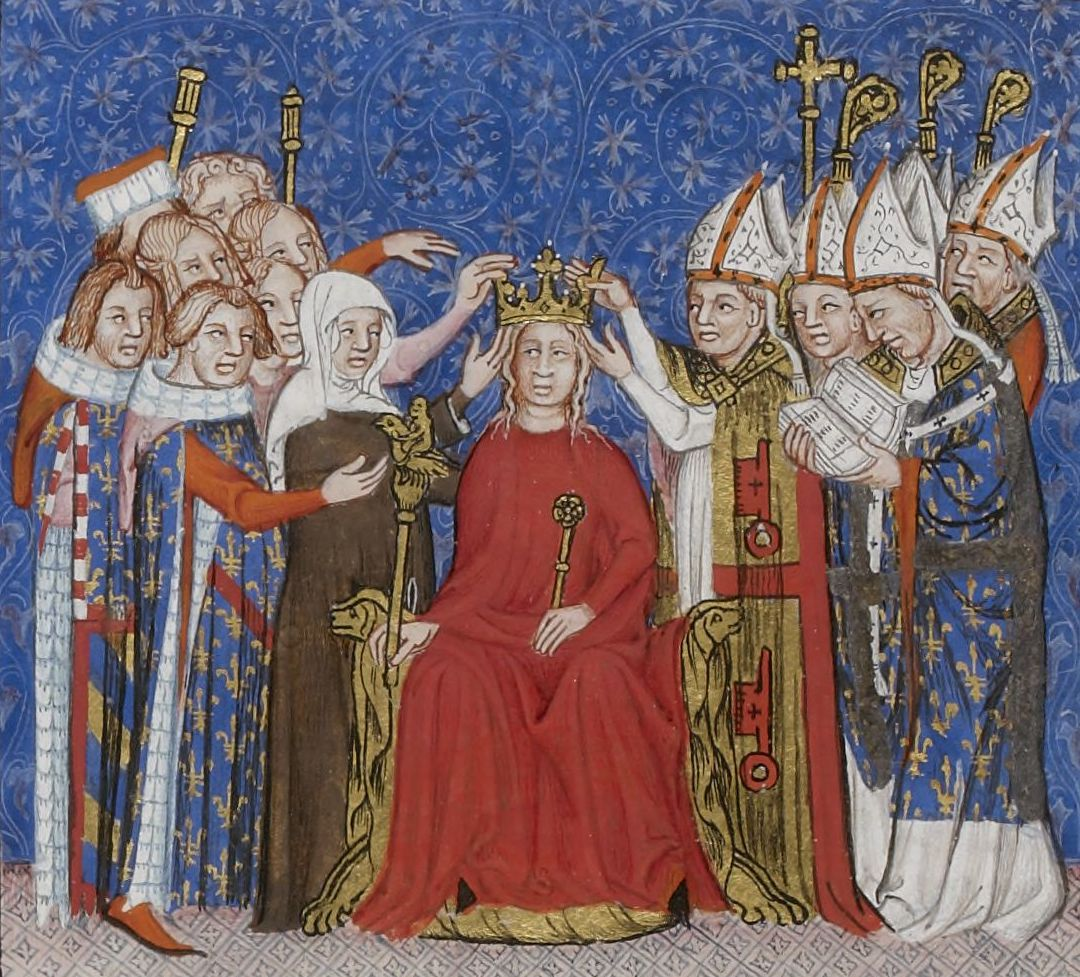
Couronnement de Jeanne de Bourbon en 1364.

Le sacre de la reine est semblable à celui du roi mais possède un moindre degré de sacralité dans les insignes reçus et se caractérise par une réduction des opérations. Elles ne reçoivent pas d'armes et ne prêtent pas serment ; les onctions sont réduites à deux : sur la tête et la poitrine et l'huile sainte n'est pas mélangée avec un prélèvement de la sainte ampoule. La reine ne touche pas les scrofuleux. Elle reçoit un manteau, mais pas de tunique et de gants comme son mari. Sa couronne, plus petite que celle du roi, n'est pas soutenue par les pairs de France, mais par des barons et des princes. Elle prend place sur un trône légèrement plus bas que celui de son époux. Tous deux participent de la même façon aux rites de la messe : offrande de pain, de vin, de treize pièces d'or, communion sous les deux espèces, du moins jusqu'à Anne de Bretagne en 1492. Certains commentateurs, à partir du XVIe siècle, ont perçu dans cette communion au sang du Christ un signe de royauté sacerdotale, mais on avait oublié que les fidèles laïcs communiaient sous les deux espèces jusqu'au XIIe siècle.

### Lieux

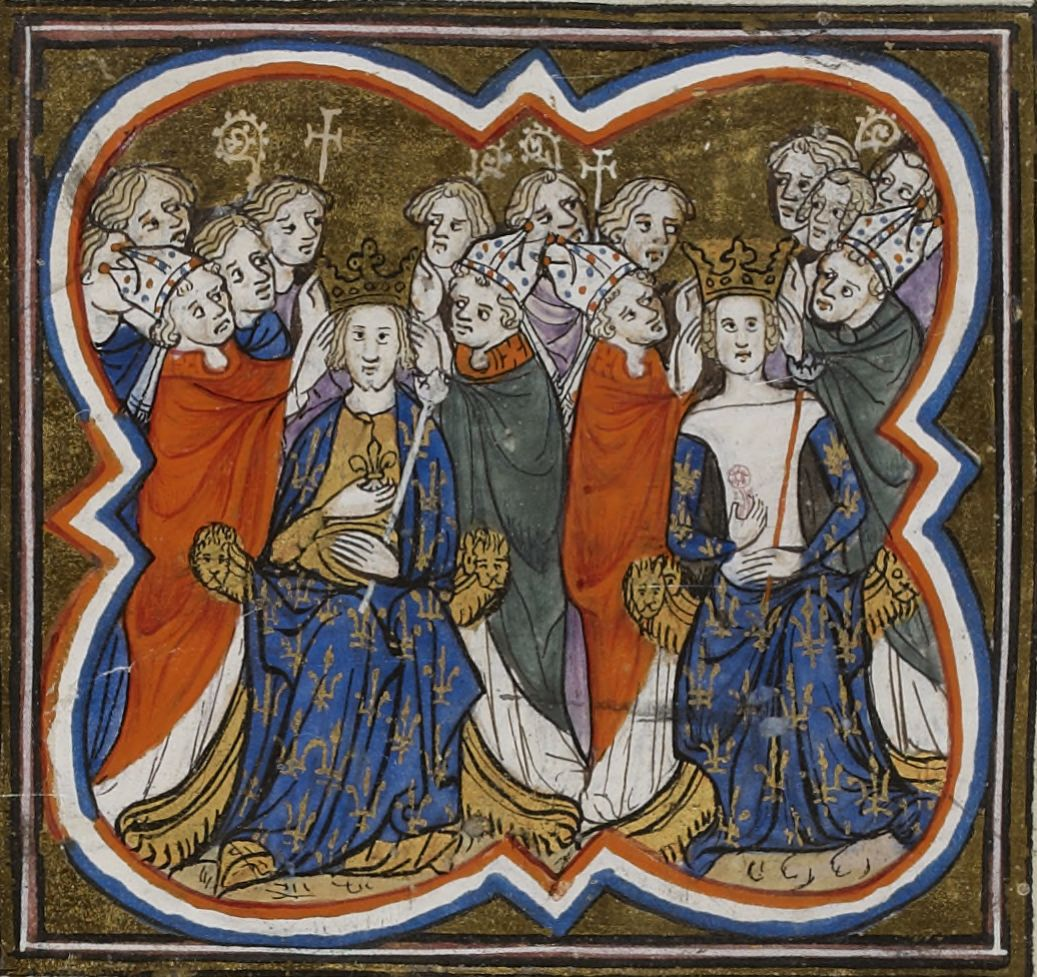
Double couronnement de Philippe VI et de Jeanne de Bourgogne à Reims, en 1328.

Les sacres conjoints du roi et de la reine furent rares : les rois furent souvent sacrés jeunes et célibataires, en particulier quand ils étaient sacrés du vivant de leur père. Les reines étaient donc sacrées séparément, et pas à Reims : à Sens, pour Marguerite de Provence, à Amiens pour Ingeburge, le plus souvent à Paris, à la Sainte-Chapelle ou Notre-Dame. Il a fallu attendre les XIIIe et XIVe siècles pour voir à Reims des cérémonies doubles : Louis VIII et Blanche de Castille en 1223, Philippe IV le Bel et Jeanne de Champagne en 1286, Louis X et Clémence de Hongrie en 1315, Philippe V et Jeanne de Bourgogne en 1317, Philippe VI et une autre Jeanne de Bourgogne en 1328, Jean II et Jeanne de Boulogne en 1350, Charles V et Jeanne de Bourbon en 1364. Ce sacre fut le dernier d'un couple. Ils furent par la suite tous distincts et d'Anne de Bretagne à Marie de Médicis furent tous célébrés à Saint-Denis.

### Insignes

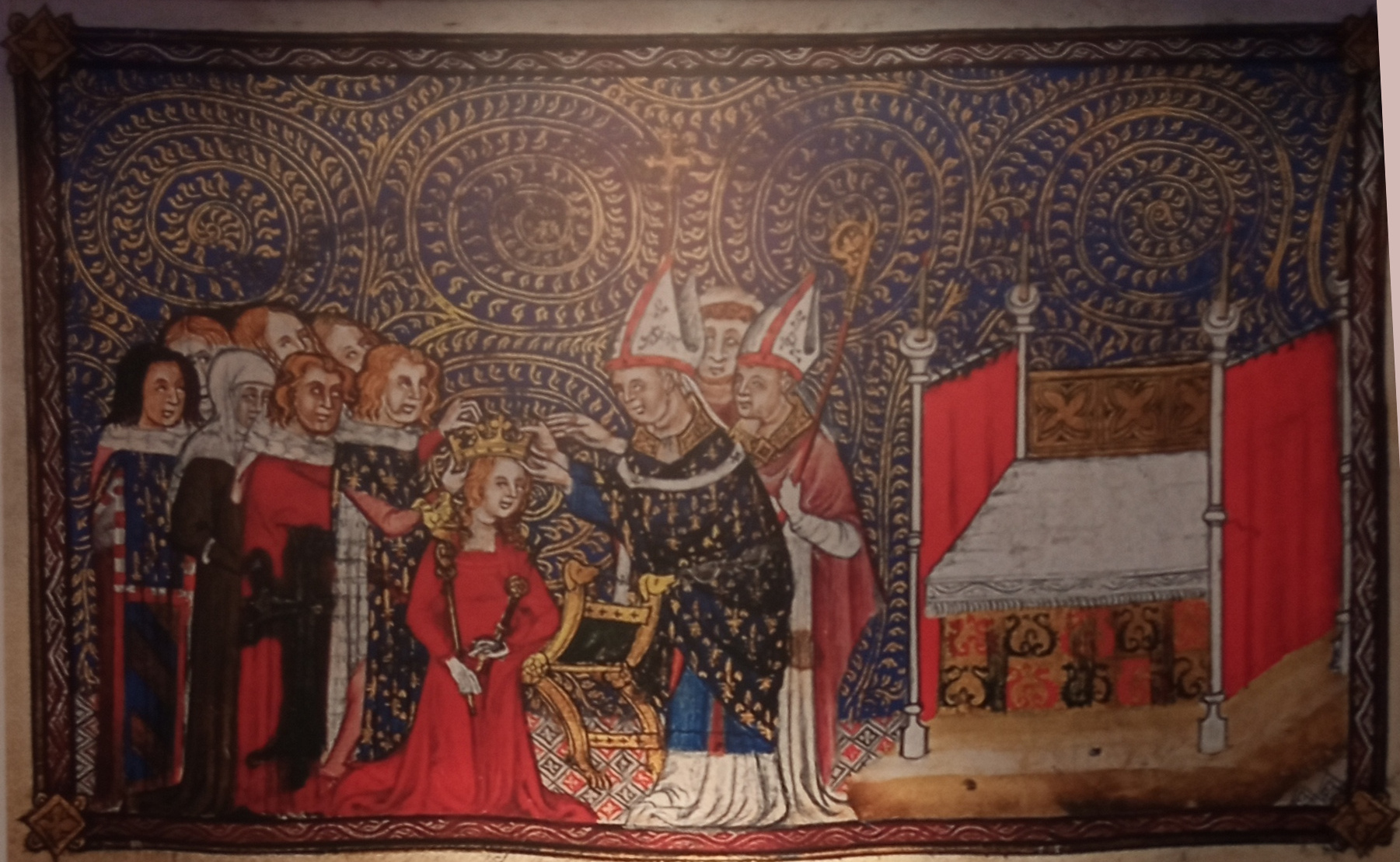
Ordo de Charles V in : Coronation Book of Charles V (1365-1380) - British Library Cotton Ms Tiberius B VIII.

Dans l'ordo de Charles V, la reine porte une tunique et un manteau rouge mais pas de manteau fleurdelisé ; les habits étaient somptueux mais n'étaient pas une réplique de ceux du roi. Les reines pouvaient arborer, comme Jeanne de Bourbon en 1365, le sceptre court dit de Dagobert : soit un bâton orné d'émaux cloisonnés avec à son sommet une petite main tenant une boule de filigranes ajourés, d'où s'élevait un chapiteau sur lequel était juché un aigle, gemmé de grenats, d'émeraudes et de perles, chevauché par un petit bonhomme nu, tenant une lance. En guise de verge, la reine tenait un petit bâton, orné d'une rose et qui fut vendu pendant les événements de la Ligue : cet objet fut utilisé notamment par Jeanne de Bourbon. Sinon la reine utilisait un sceptre court fleurdelisé. La reine recevait comme le roi un anneau personnel non transmissible.